# Železniční trať Praha – Lužná u Rakovníka – Chomutov/Rakovník
Železniční trať Praha – Lužná u Rakovníka – Chomutov/Rakovník (v jízdním řádu pro cestující rozdělená na trať Praha – Rakovník s číslem 120 a větev Lužná u Rakovníka – Chomutov jako 124) je převážně tvořena tratí bývalé Buštěhradské dráhy o délce 130 kilometrů z Prahy do Chomutova, a 9 kilometrů z Lužné u Rakovníka do Rakovníka, která v úseku Praha–Kladno vedla z velké části ve stopě bývalé lánské koněspřežky. Charakterem území, kterým vede, a charakterem provozu ji lze v úseku Praha–Kladno považovat za typickou příměstskou železnici, čemuž odpovídá i to, že je v tomto úseku již od roku 1996 integrována v PID. Nyní je v PID integrována až do Rakovníka resp. Žatce.

## Historie
Předchůdcem trati byla v úseku Bruska (dnešní Praha-Dejvice) – Kladno – Stochov od roku 1830 lánská koněspřežka, historicky druhá veřejná železnice v kontinentální Evropě, o rozchodu kolejí 1120 mm. Roku 1846 obdržel kníže Karel Egon II. z Fürstenberka, majitel lánských lesů, padesátileté císařské privilegium pro stavbu odbočné trati k buštěhradským dolům a při té příležitosti požádal o povolení přestavět stávající dráhu na parní pohon a na normální rozchod a napojit ji v Praze na podmokelskou Státní dráhu. V důsledku revoluce roku 1848 byl projekt odložen. Kladenské uhelné těžařstvo prosazovalo raději dráhu z Kladna do Kralup. Teprve 20. listopadu 1855 získala koncesi pro provoz pražsko-lánské koněspřežky „Buštěhradská železniční společnost“, v níž byly kapitálově zastoupené těžařské společnosti, a Fürstenberk byl donucen postavit i trať do Kralup. Roku 1863 (provoz zahájen 4. listopadu) byla dráha přestavěna na normální rozchod a parní provoz a roku 1866 prodloužena přes tunel ve Stromovce na nádraží Bubny. Od této přestavby se trati říkalo Buštěhradská dráha. Z Kladna dál směrem na Chomutov a Rakovník byla trať budována v letech 1869 až 1871. Zestátněna byla roku 1923.

### Uvádění v knižním jízdním řádu
Po mnoho let byl úsek Praha–Kladno ve veřejném jízdním řádu součástí tratě číslo 12, později 120, v trase Praha – Kladno – Žatec – Chomutov. Od 9. prosince 2007 byl úsek Lužná u Rakovníka – Chomutov převeden k trati 124 a naopak dosavadní úsek trati 124 Lužná u Rakovníka – Rakovník byl připojen k trati 120. Současně byl od prosince 2007 v jízdním řádu úsek Praha – Kladno označen jako linka S5 systému Esko, rychlíky a spěšné vlaky na trati byly značeny do roku 2016 jako linka R5, od roku 2017 jsou rychlíky označeny jako linka R24 Ministerstva dopravy a spěšné vlaky jako linka R45, od roku 2014 jsou osobní vlaky Kladno – Rakovník značeny jako linka S50 a od roku 2018 jsou vlaky v úseku Rakovník – Deštnice značeny jako linka S51.

## Trasování

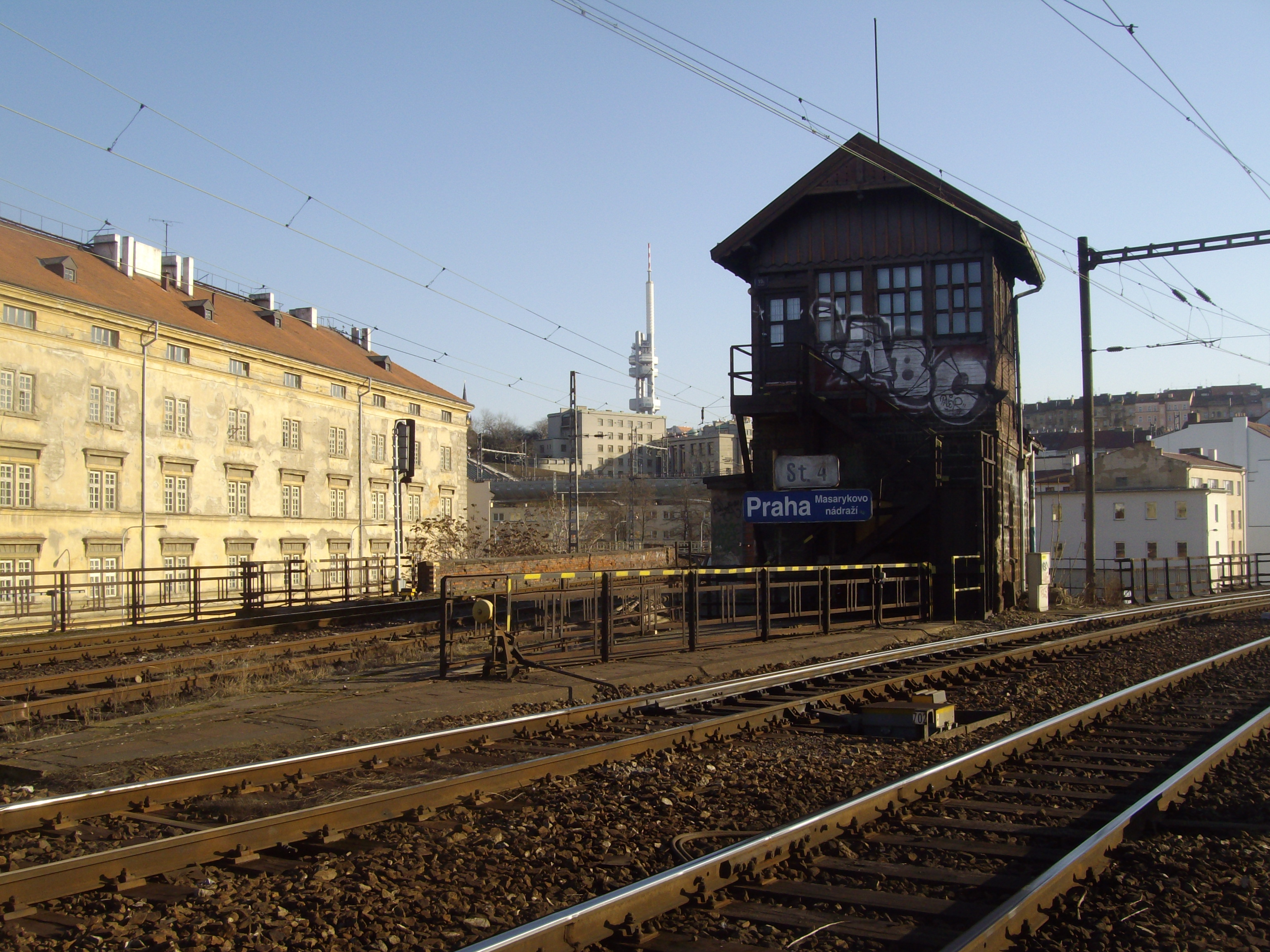
Masarykovo nádraží, stavědlo 4

Trať vychází z pražského Masarykova nádraží společně s tratí na Kralupy nad Vltavou po Negrelliho viaduktu. Ihned za mostem se tratě dělí a následuje stanice Praha-Bubny. Po dobu rekonstrukce mostu v letech 2017 až 2020 byla nad stanicí metra Vltavská zřízena provizorní zastávka Praha-Bubny Vltavská, kde v té době začínaly (a končily) všechny vlaky. Z nádraží Bubny pokračuje trať směrem k výstavišti do zastávky Praha-Výstaviště, za kterou končí dvoukolejný úsek. Poté, co trať vystoupá Stromovkou, kde prochází též krátkým tunelem, následuje stanice Praha-Dejvice, kde je též přestup na stanici metra Hradčanská. Zástavbou pokračuje trať přes Veleslavín, kde je též přestup na metro, a do Ruzyně. Odtud vede trať poli a kolem letiště do Hostivice. Z Hostivice pokračuje trať zemědělskou krajinou směrem na Kladno.

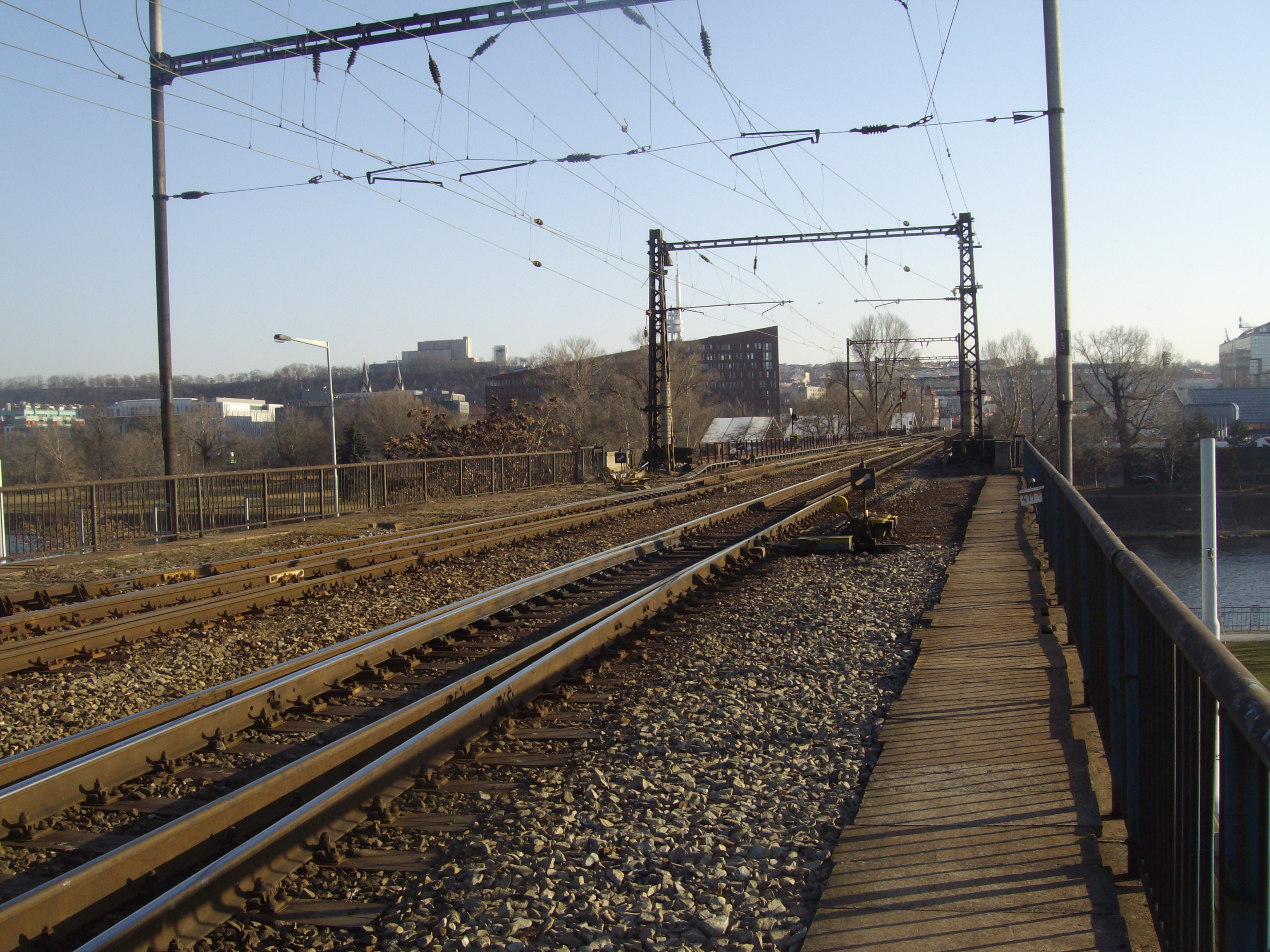
Negrelliho viadukt, pohled ke Karlínu

Z Kladna pokračuje trať lesy za Kamenné Žehrovice, kde opět přechází do osídlené krajiny, kde se nachází stanice Stochov, kam jezdíval prezident Masaryk, když cestoval do Lán. Před Novým Strašecím prochází trať druhým tunelem. Od Nového Strašecí vede opět lesy až do Lužné u Rakovníka, kde se nachází železniční muzeum. Zde se trať větví, jedna větev míří do Rakovníka, zatímco druhá se obrací směrem k severozápadu na Chomutov.

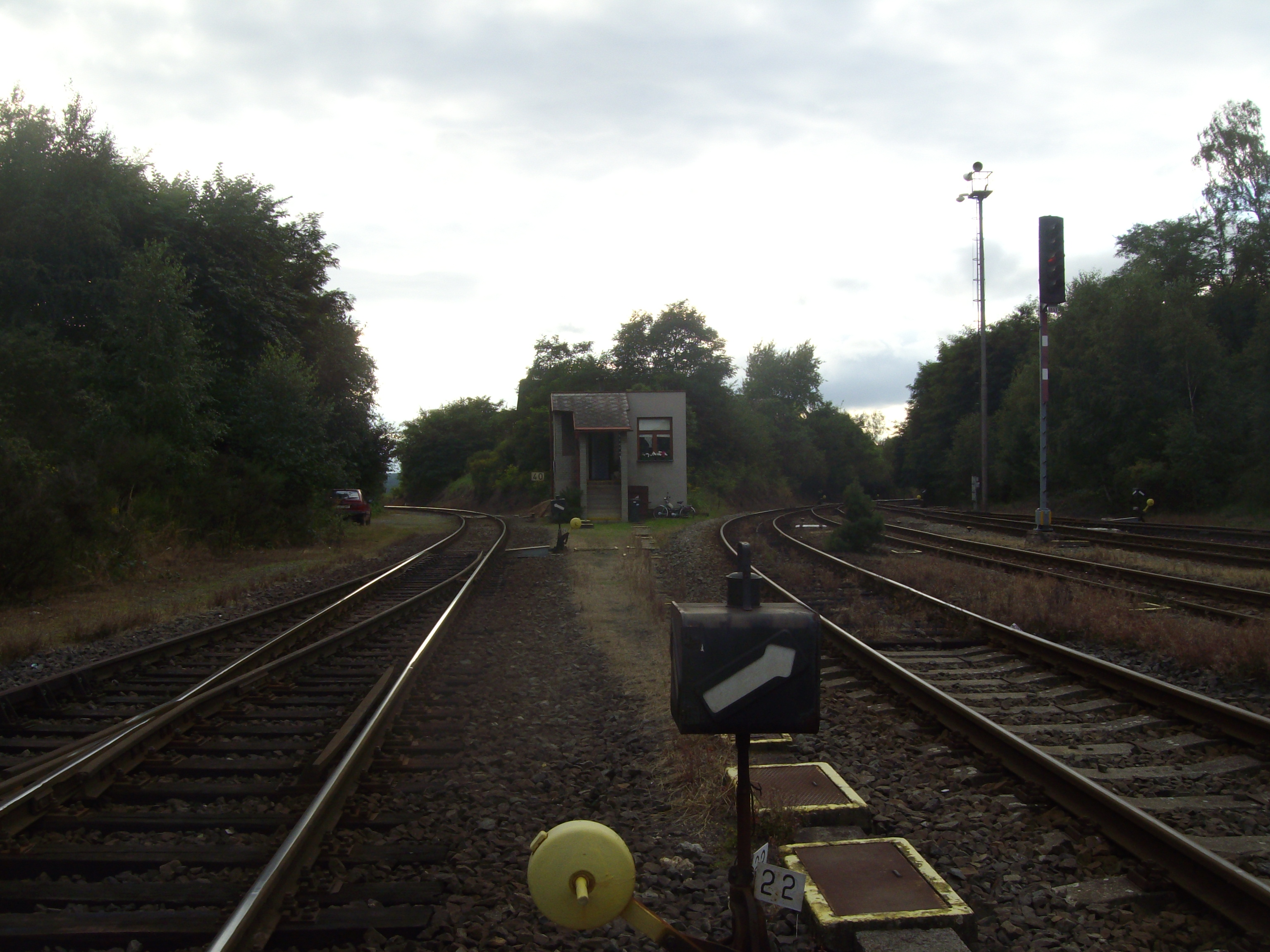
Lužná u Rakovníka – rozcestí tratí do Rakovníka a Chomutova

Chomutovská trať pokračuje krajinou značně zemědělsky využívanou, zejména ke pěstování chmele, přes stanici Krupá. Za Milostínem trať beze spojení kříží trať Rakovník–Most a pokračuje směrem k Deštnici a Měcholupům. Za Měcholupy následuje několik nevyužívaných zastávek a po nich již trať přichází do Žatce. Ze Žatce trať pokračuje podél potoka Hutné do Března u Chomutova, za nímž byla roku 2007 přeložena kvůli těžbě uhlí a prochází Březenským tunelem, který držel do zprovoznění Ejpovického tunelu prvenství v délce. Za ním trať pokračuje do cílové stanice v Chomutově.

## Dopravní význam
V současnosti je tato trať využívaná hlavně pro osobní dopravu mezi největším městem Středočeského kraje Kladnem a Prahou a pro spojení Rakovníka s Kladnem. Význam spojení do Chomutova výrazně poklesl s omezením dopravy na rameni Lužná u Rakovníka – Chomutov a zrušením rychlíků Praha – Chomutov.
Od prosince 2019 převzali některé výkony alternativní dopravci – rychlíky Praha–Rakovník provozuje ARRIVA vlaky, osobní vlaky Lužná u Rakovníka – Chomutov – Jirkov Die Länderbahn CZ, osobní a spěšné vlaky na trase Praha – Kladno – Rakovník provozují nadále České dráhy, dalším dopravcem na trati je GW Train Regio, který provozuje rychlíky Plzeň–Most již od prosince 2016 (na této trati úsek Žatec–Chomutov).

## Modernizace
V současnosti (2024) již probíhá příprava a výstavba některých úseků již od 90. let diskutovaného záměru modernizace železnice Praha–Kladno s odbočkou na letiště Ruzyně (zdvojkolejnění a elektrizace) známého dříve též jako PRaK či Aircon.
V letech 2017–2020 proběhla rekonstrukce Negrelliho viaduktu, výluka trvala od 4. července 2017 do 31. května 2020, vlaky byly výchozí z provizorní zastávky Praha-Bubny Vltavská.
Na konci roku 2022 začala modernizace úseku Kladno – Kladno-Ostrovec (trať Kladno – Kralupy nad Vltavou), včetně přestavby stanice Kladno.
V lednu 2023 byla zahájena přestavba úseku Praha-Bubny – Praha-Výstaviště, v rámci prošla proměnou stanice Praha-Bubny a byla vybudována nová zastávka Praha-Výstaviště. Stanice Praha-Bubny je nově vybavena jedním ostrovním a dvěma vnějšími nástupišti, která se nacházejí blíže stanici metra Vltavská a nově slouží i trati do Kralup nad Vltavou. Dále trať pokračuje v původní stopě, místo náspu je však vedena po estakádě. 12. března 2023 byla v příslušném úseku zastavena železniční doprava a všechny vlaky jsou po dobu výluky výchozí ze stanice Praha-Dejvice. V rámci rekonstrukce byl snesen původní ocelový viadukt u Výstaviště Praha z roku 1891 a konstrukce byla předána Národnímu technickému muzeu.

## Navazující tratě

### Praha Masarykovo nádraží
- Železniční trať Praha–Děčín
- Železniční trať Praha – Česká Třebová
- Železniční trať Praha – Lysá nad Labem – Kolín

### Hostivice
- Železniční trať Praha-Smíchov – Hostivice
- Železniční trať Rudná u Prahy – Hostivice
- Železniční trať Hostivice–Podlešín

### Kladno
- Železniční trať Kralupy nad Vltavou – Kladno

### Rakovník
- Železniční trať Beroun–Rakovník
- Železniční trať Rakovník – Bečov nad Teplou
- Železniční trať Rakovník–Mladotice

### Krupá
- Železniční trať Krupá–Kolešovice

### Žatec
- Železniční trať Plzeň–Žatec
- Železniční trať Žatec–Obrnice

### Droužkovice
- Železniční trať Droužkovice–Dubina odbočka

### Chomutov
- Železniční trať Ústí nad Labem – Chomutov
- Železniční trať Chomutov–Cheb
- Železniční trať Chomutov–Vejprty

## Dřívější názvy stanic
- Praha-Dejvice dříve Bruska
- Praha-Liboc – zastávka zrušena 1984 (se zastávkou v Liboci se počítá v rámci modernizace tratě)
- Praha-Ruzyně dříve Rusín, název stanice se měnil s názvem pražské čtvrtě Ruzyně
- Jeneč dříve Jenč
- Kladno dříve Vejhybka
- Kamenné Žehrovice dříve Smečno-Šternberk, předtím Mrakov (do 1. července 1881)
- Stochov dříve Lány
- Lužná u Rakovníka dříve Lužná-Lišany[15]

## Stanice a zastávky

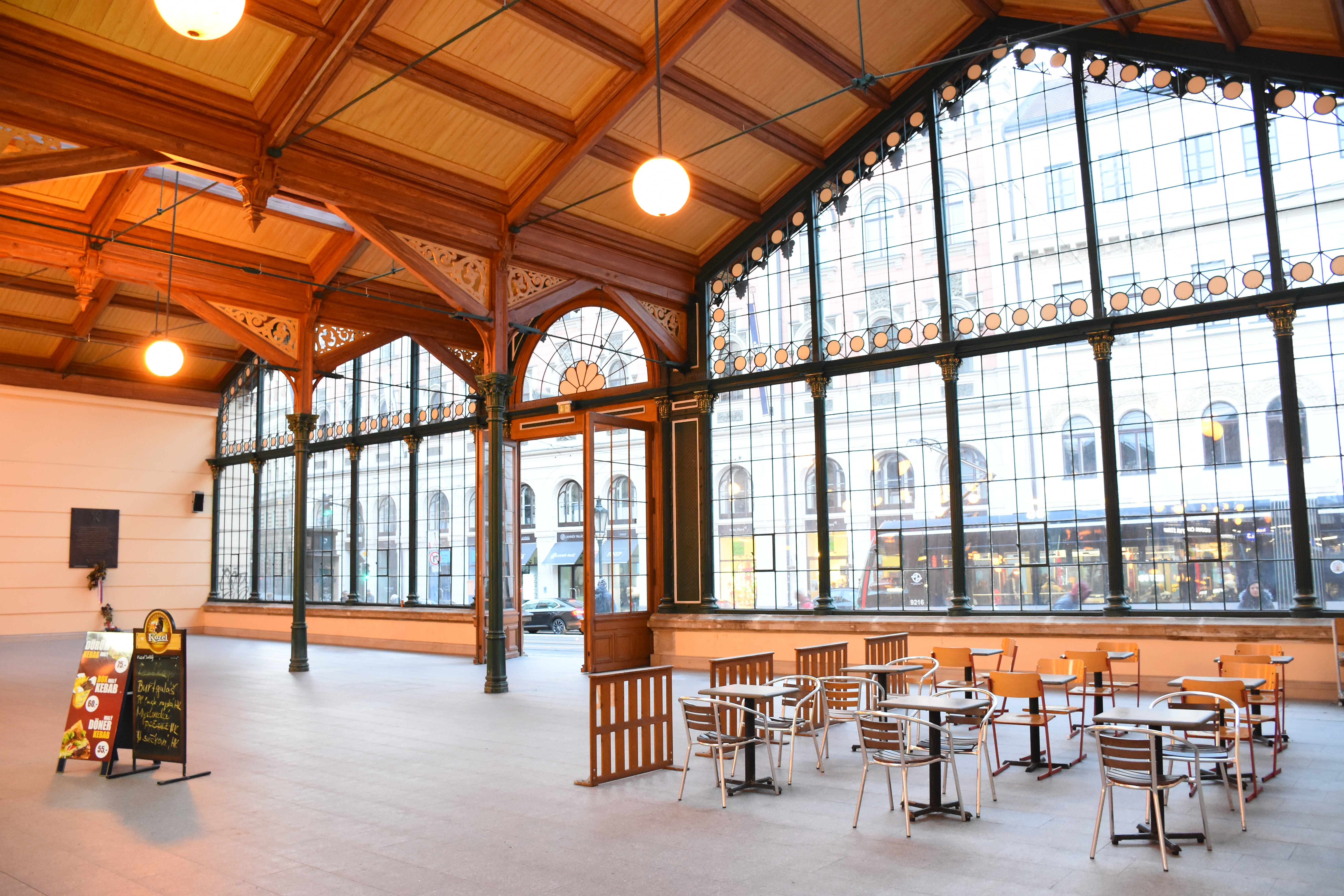
stanice Praha Masarykovo nádraží
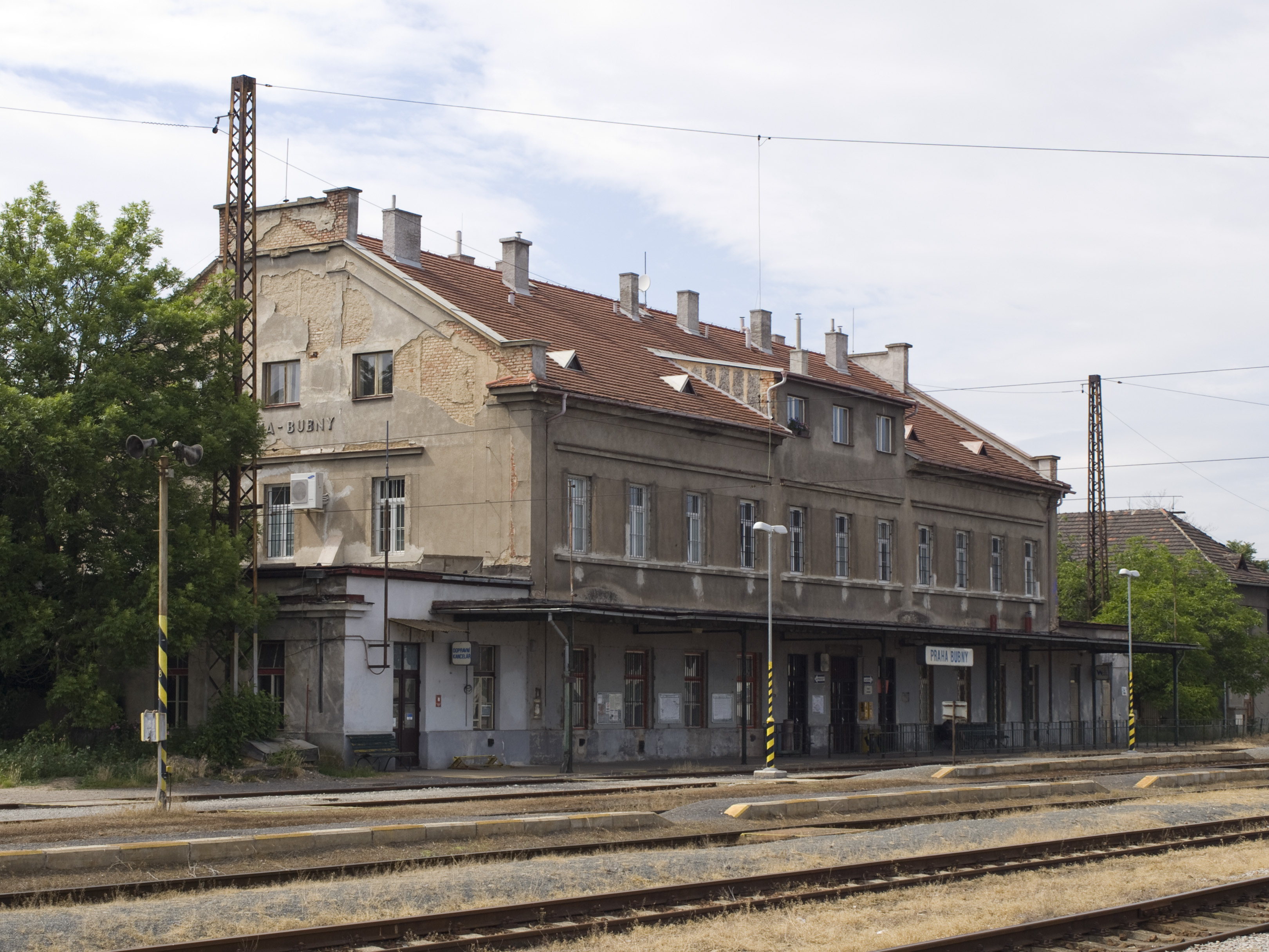
stanice Praha-Bubny
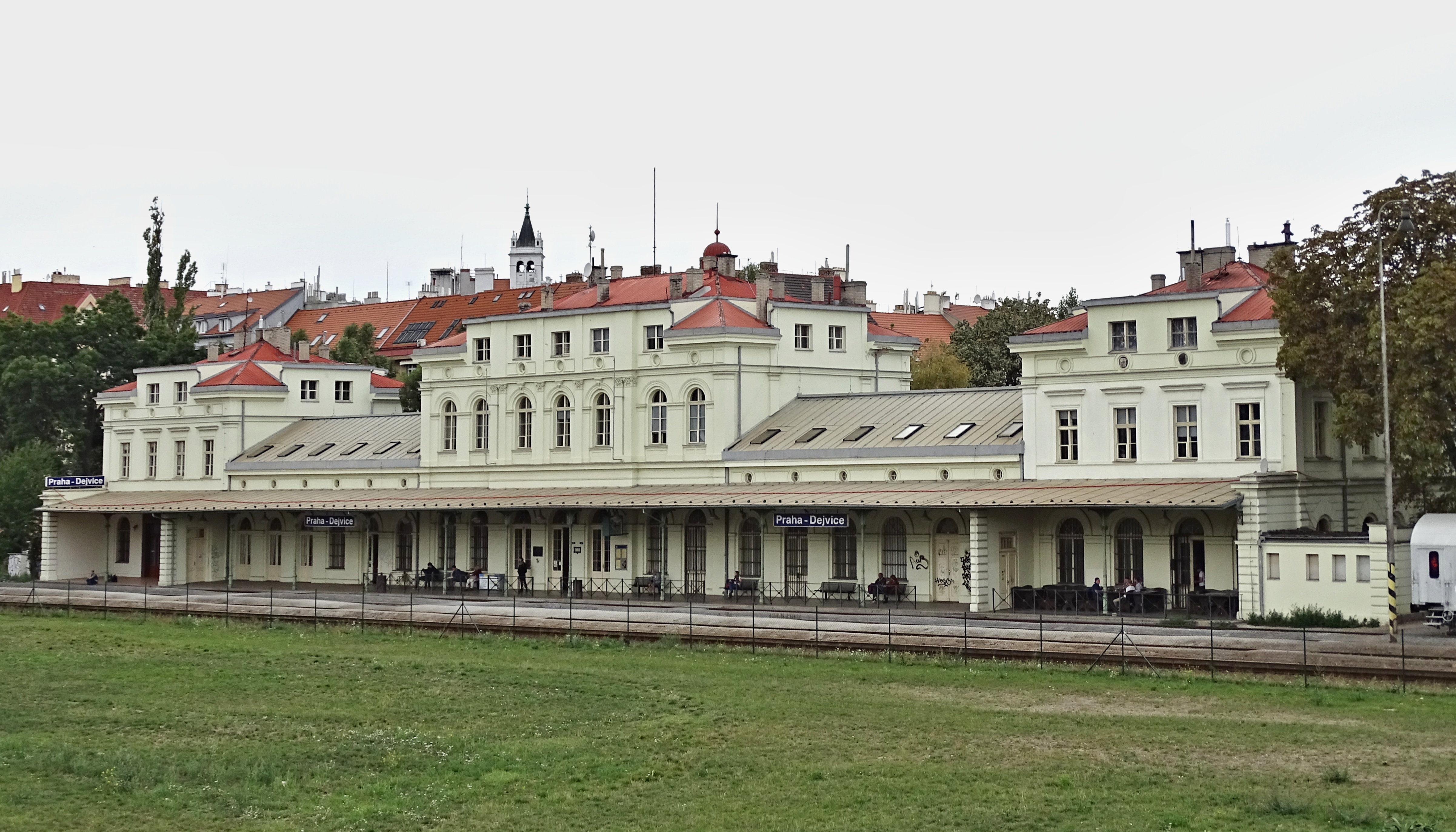
stanice Praha-Dejvice
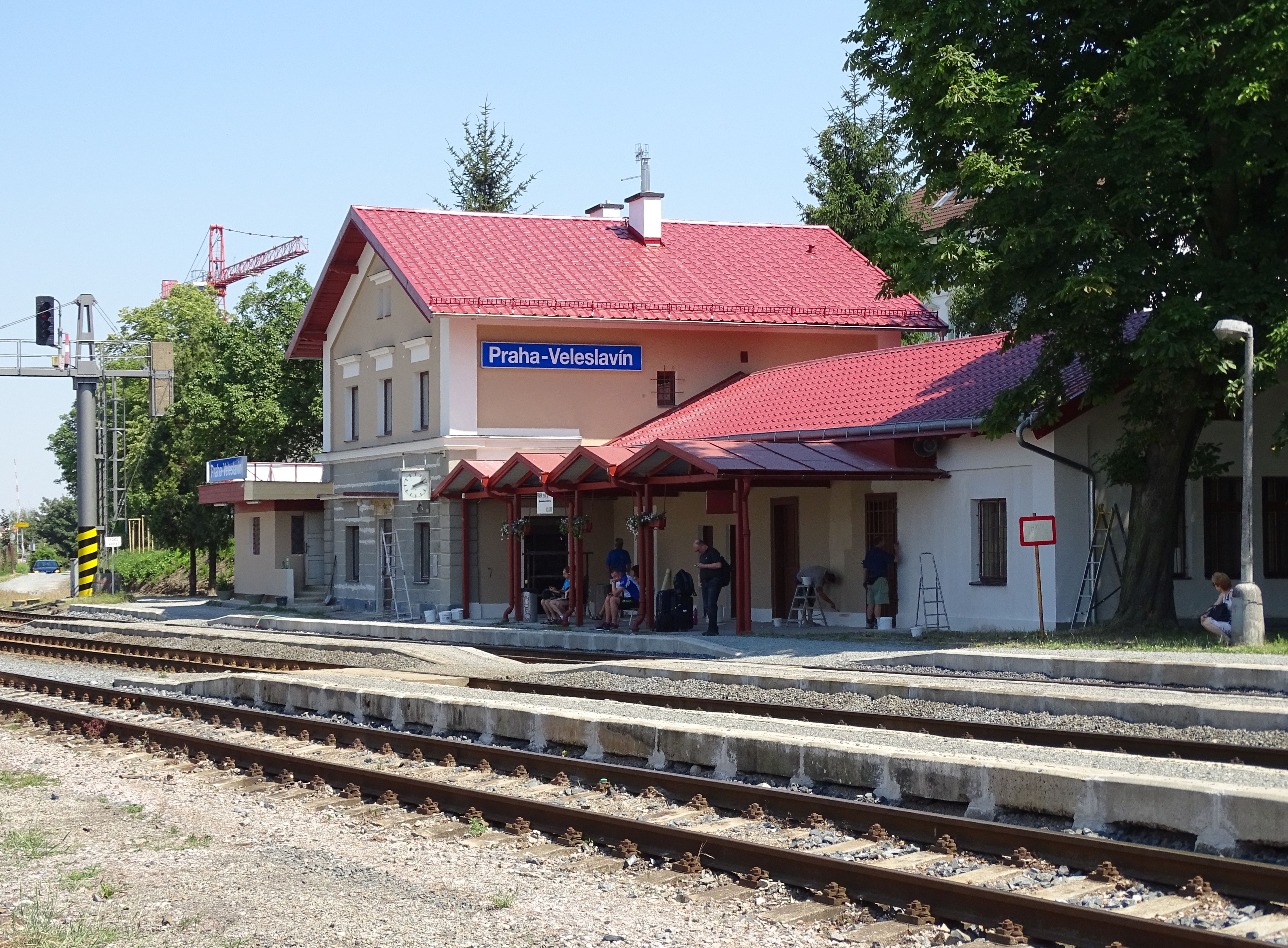
Praha-Veleslavín
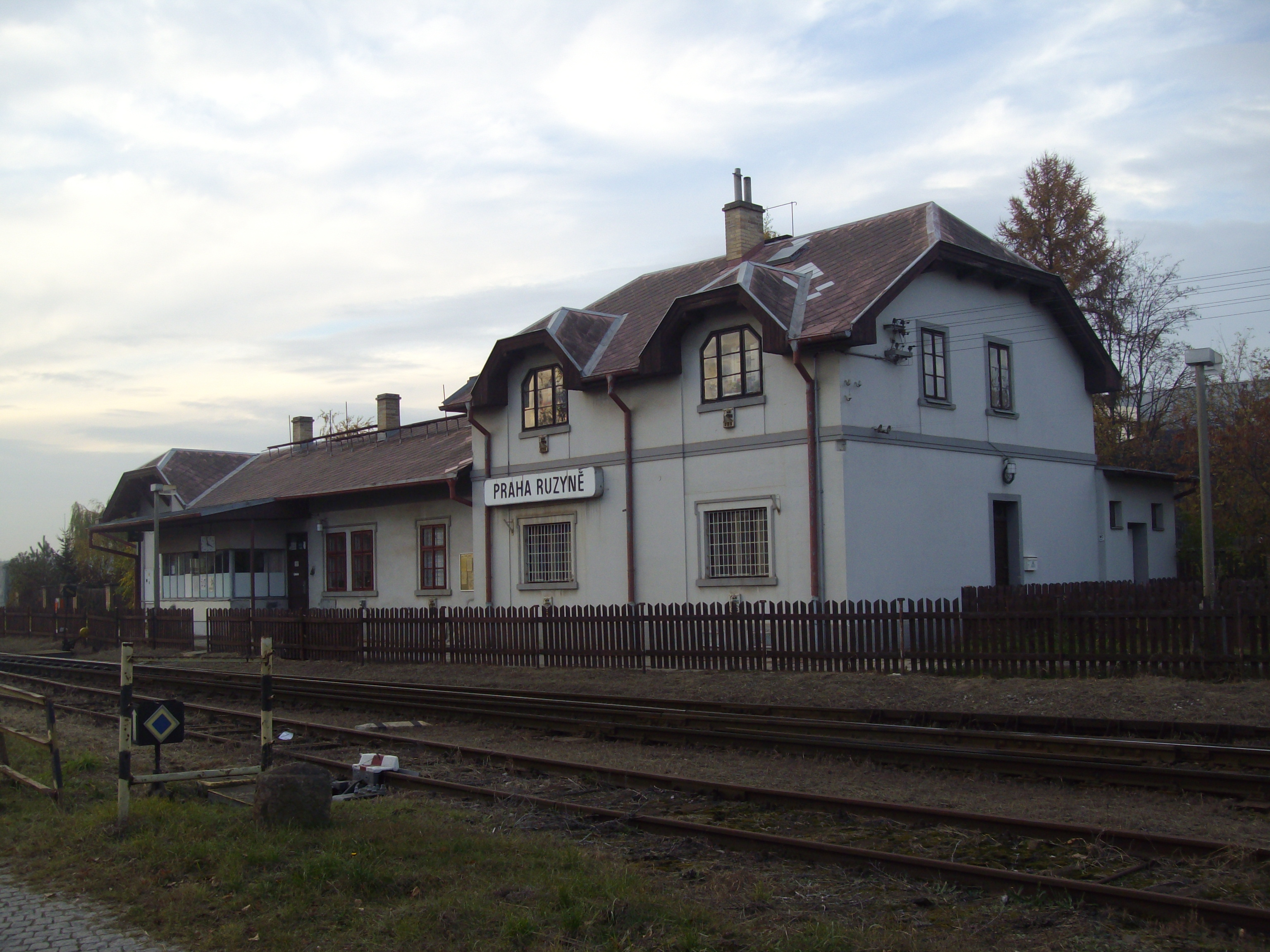
stanice Praha-Ruzyně
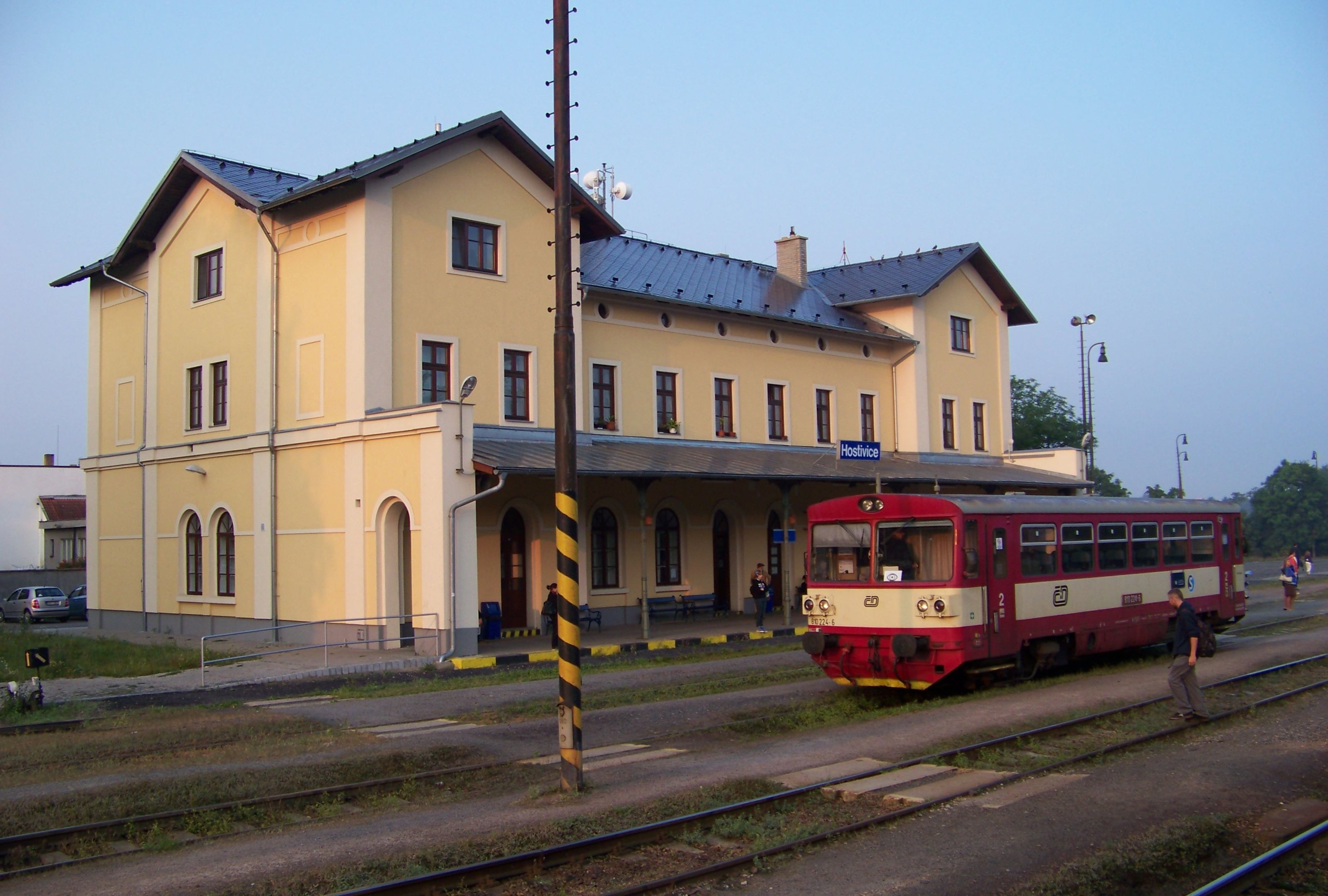
stanice Hostivice
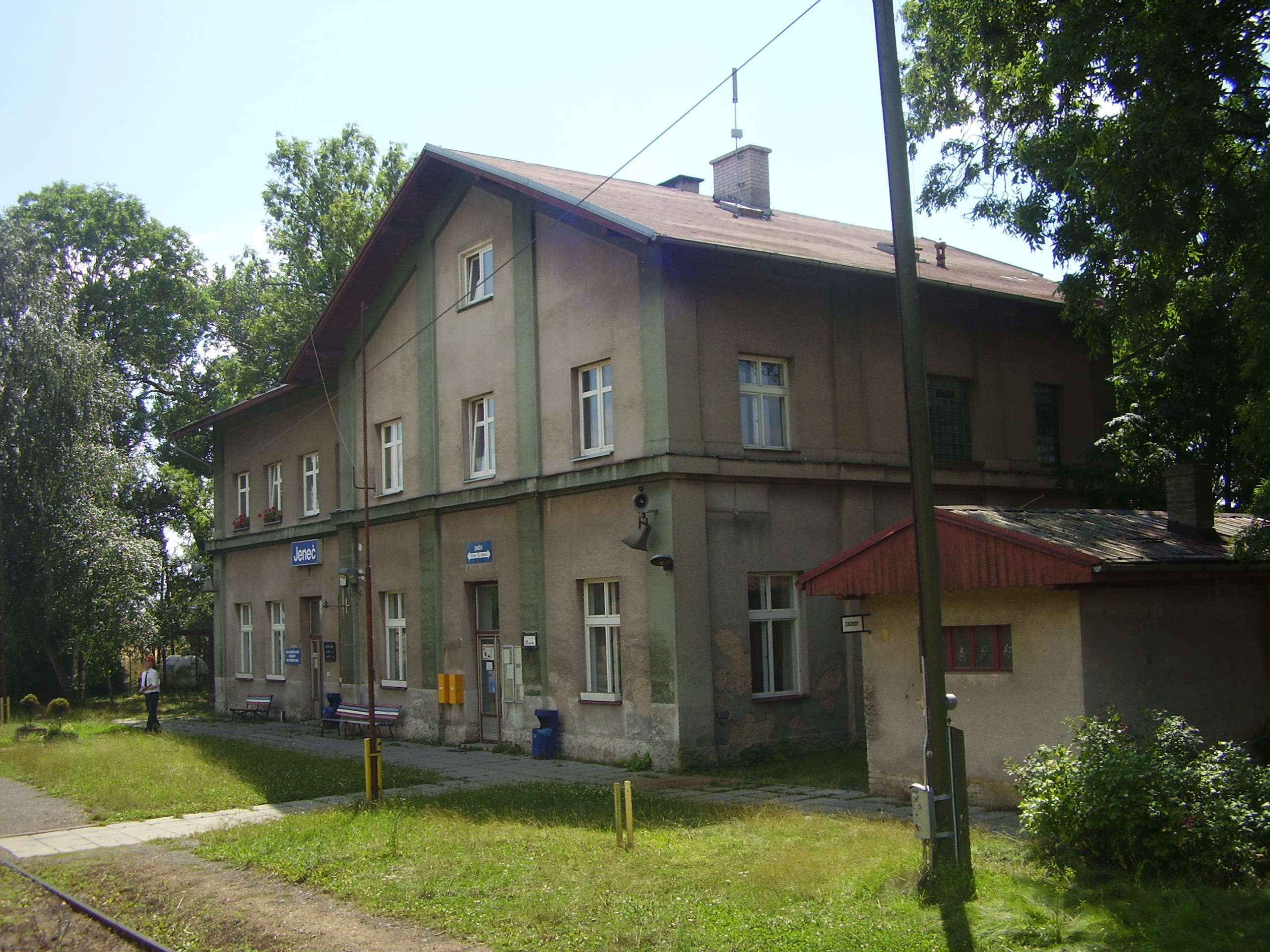
stanice Jeneč
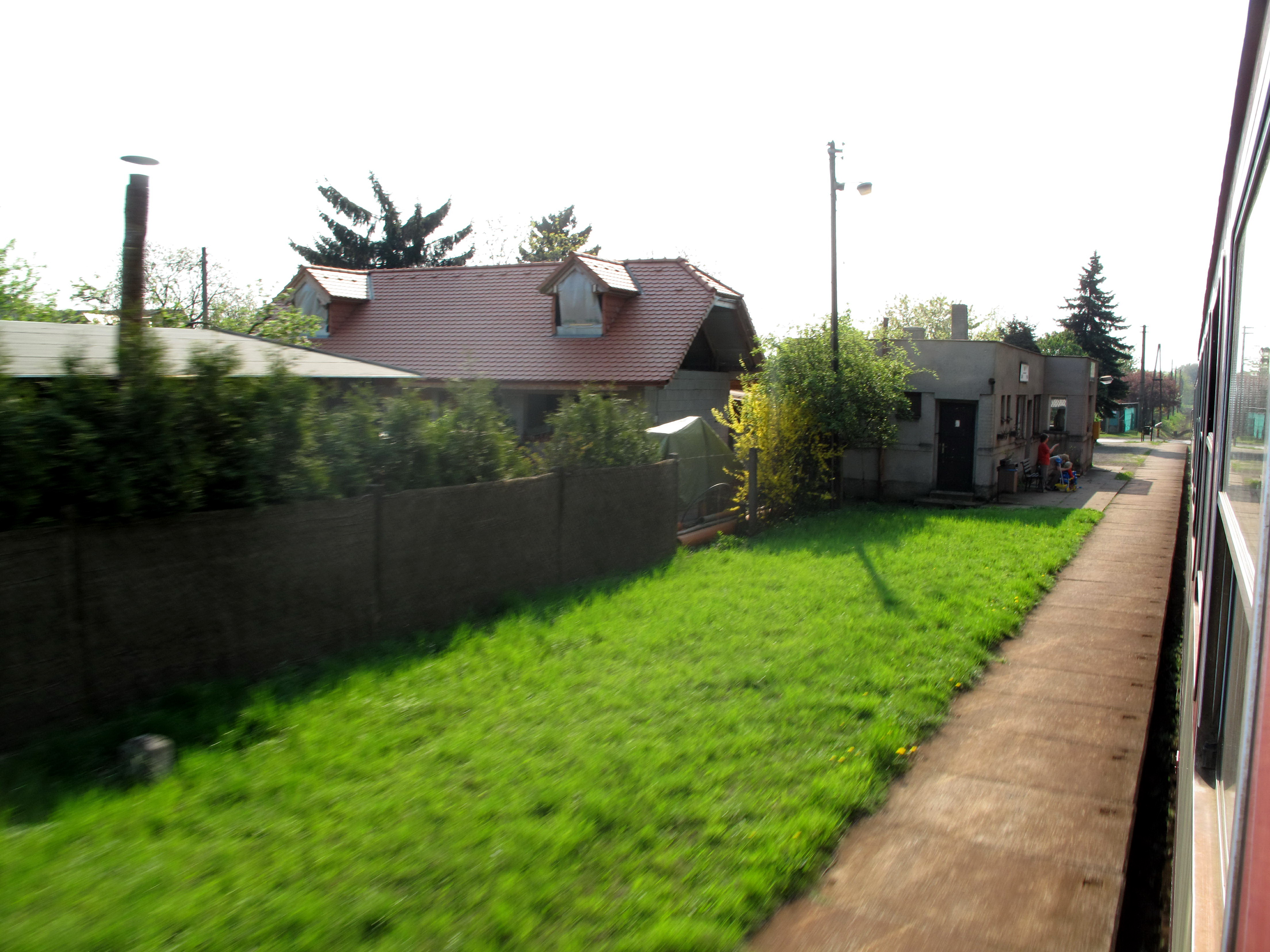
zastávka Pavlov
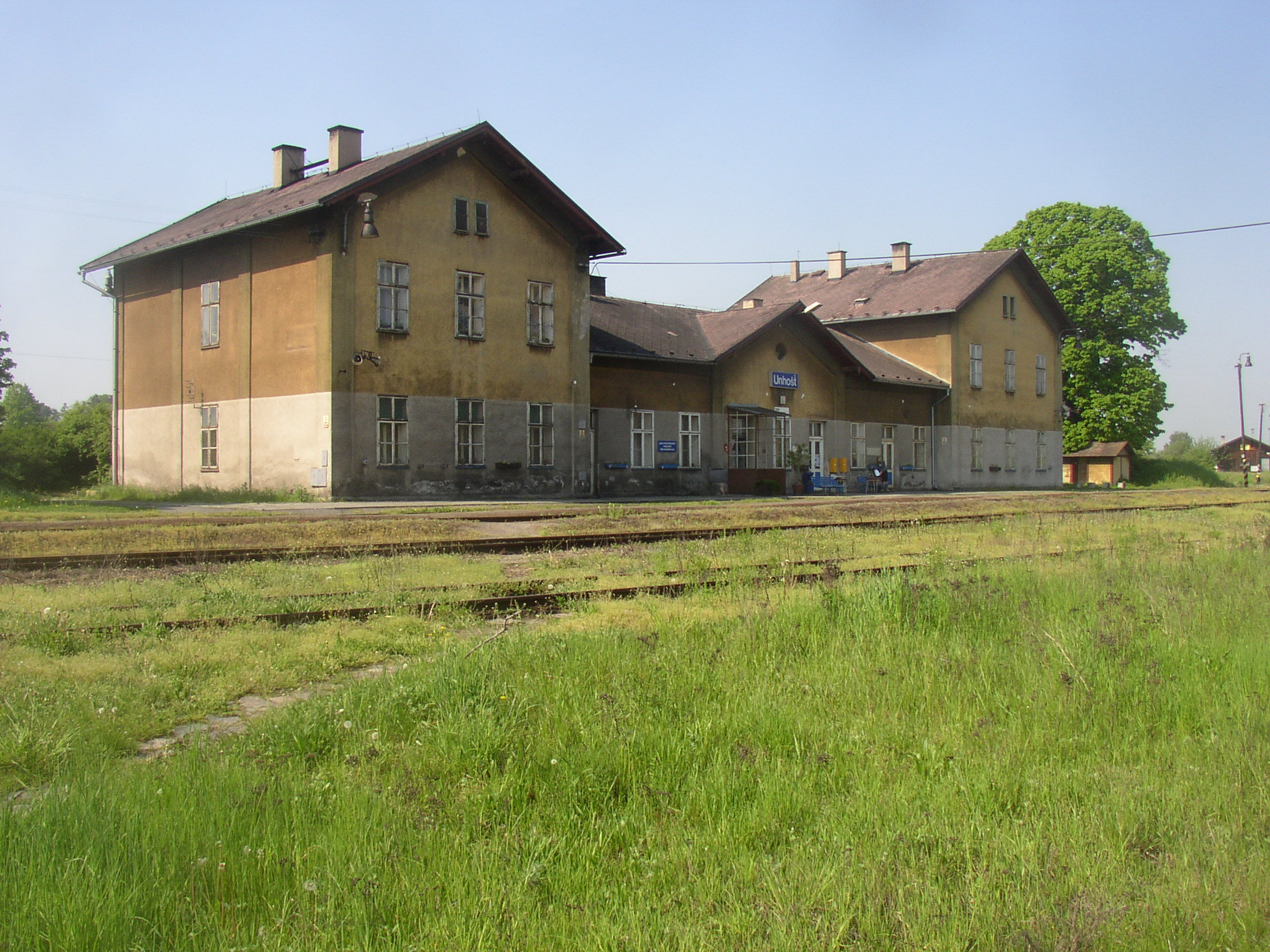
stanice Unhošť
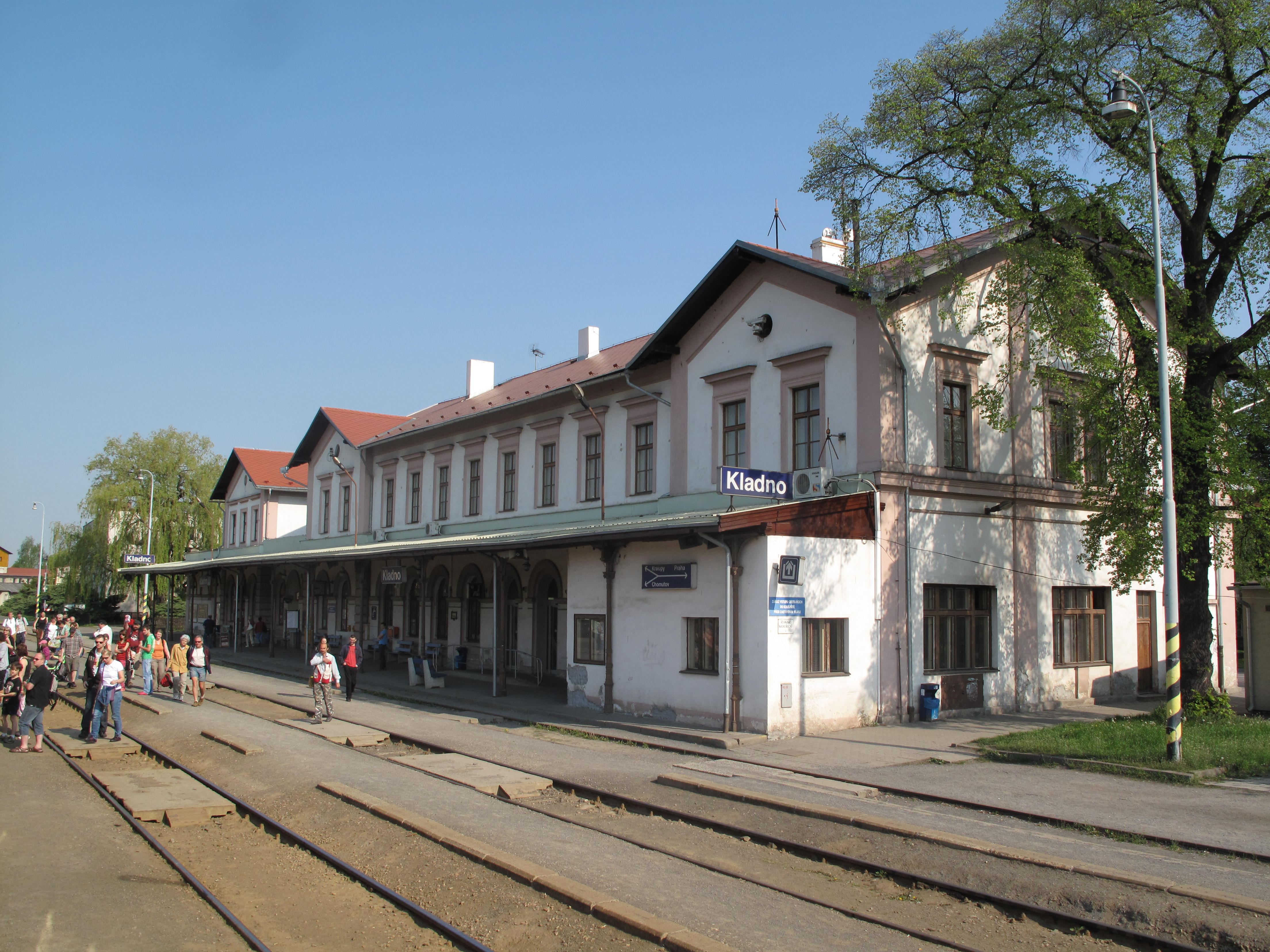
stanice Kladno
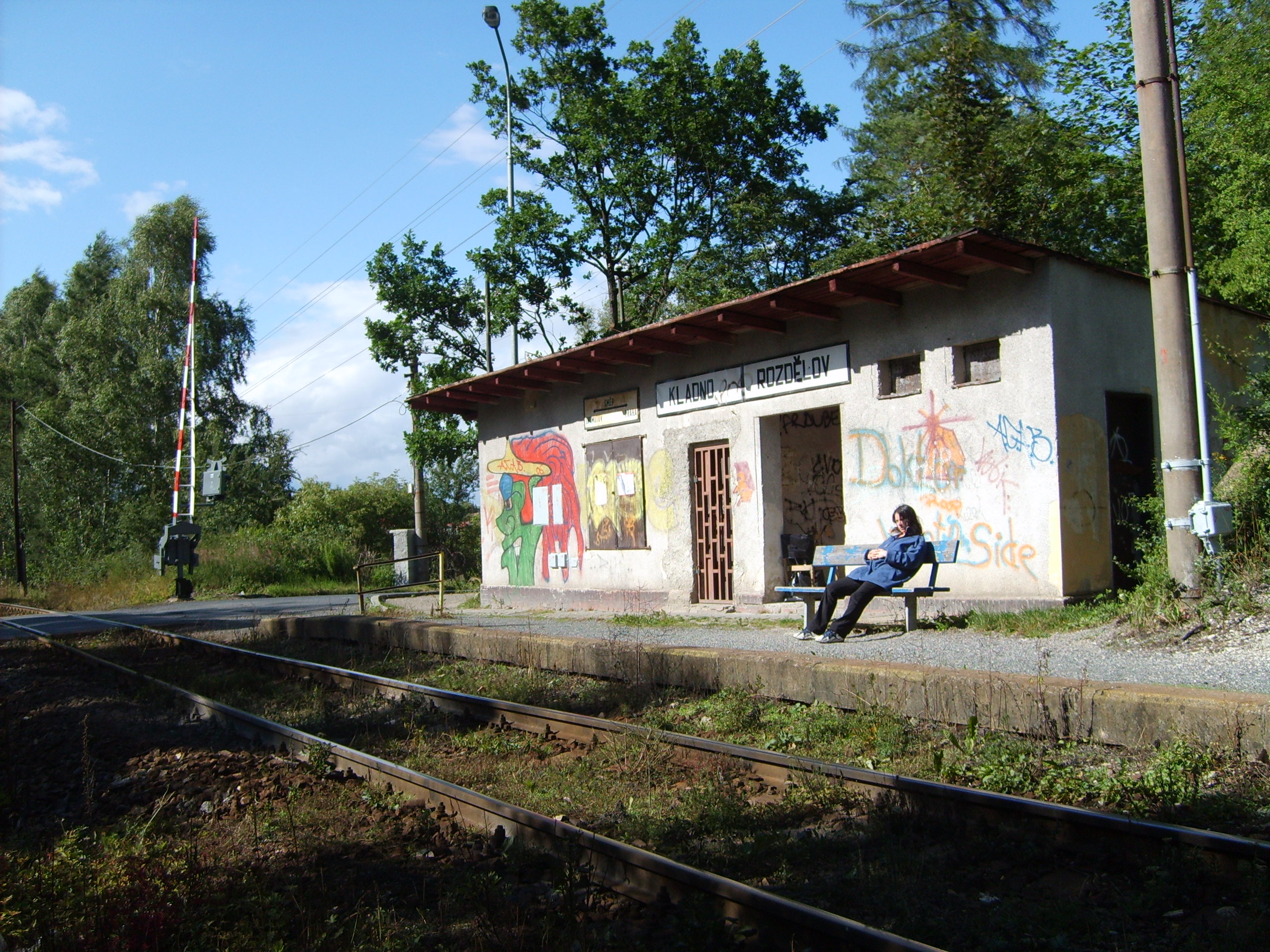
zastávka Kladno-Rozdělov
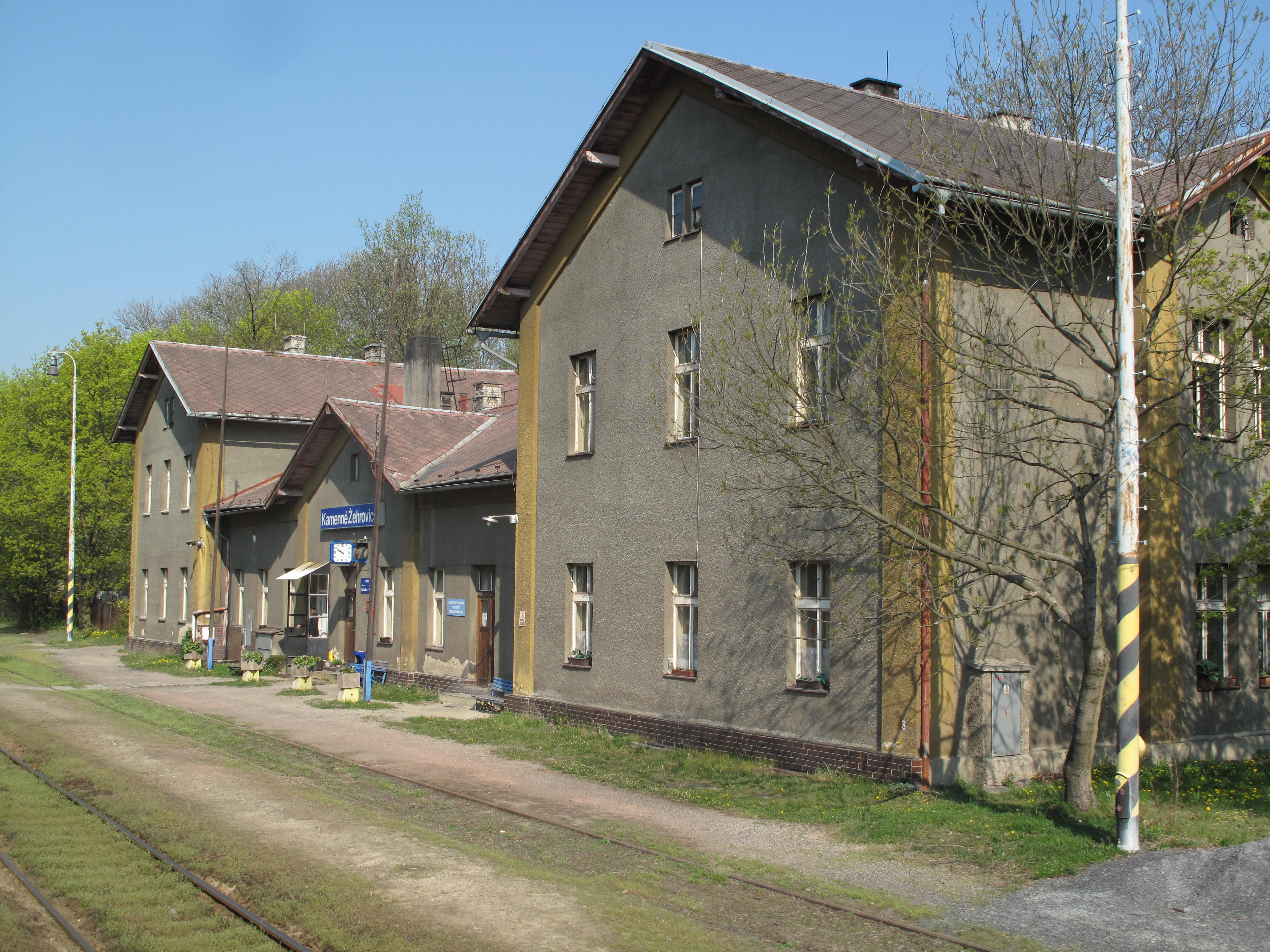
stanice Kamenné Žehrovice
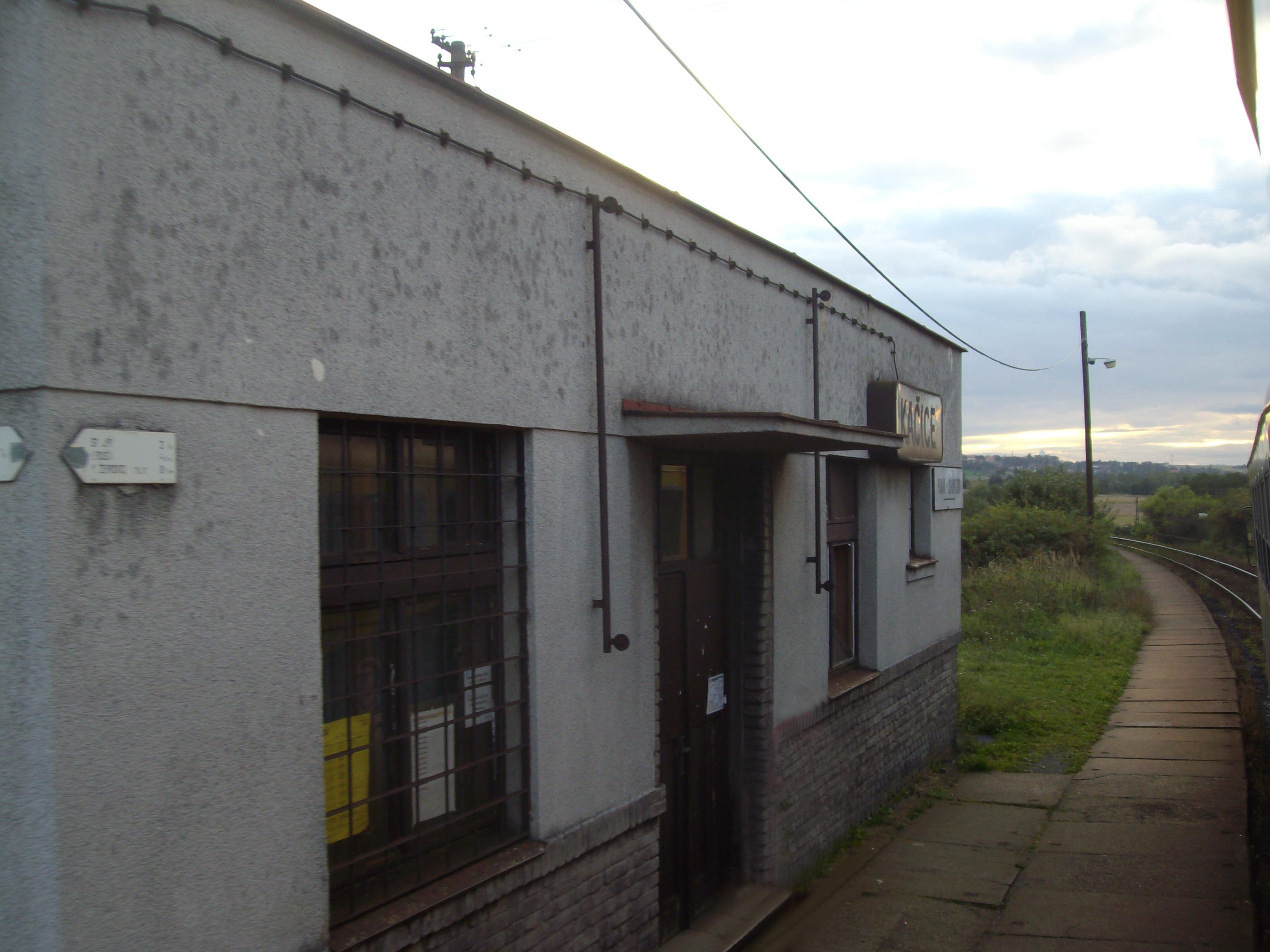
zastávka Kačice
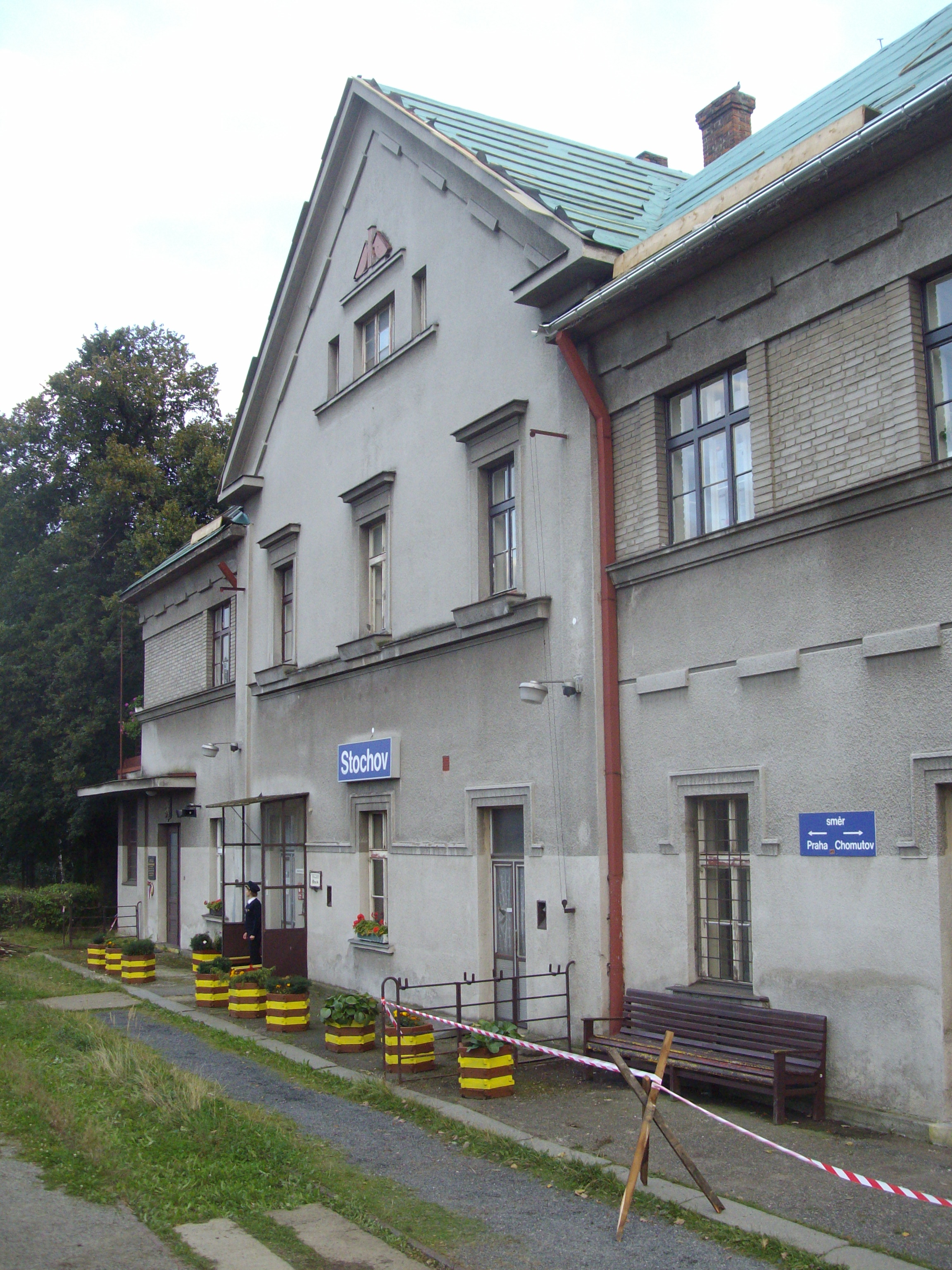
stanice Stochov
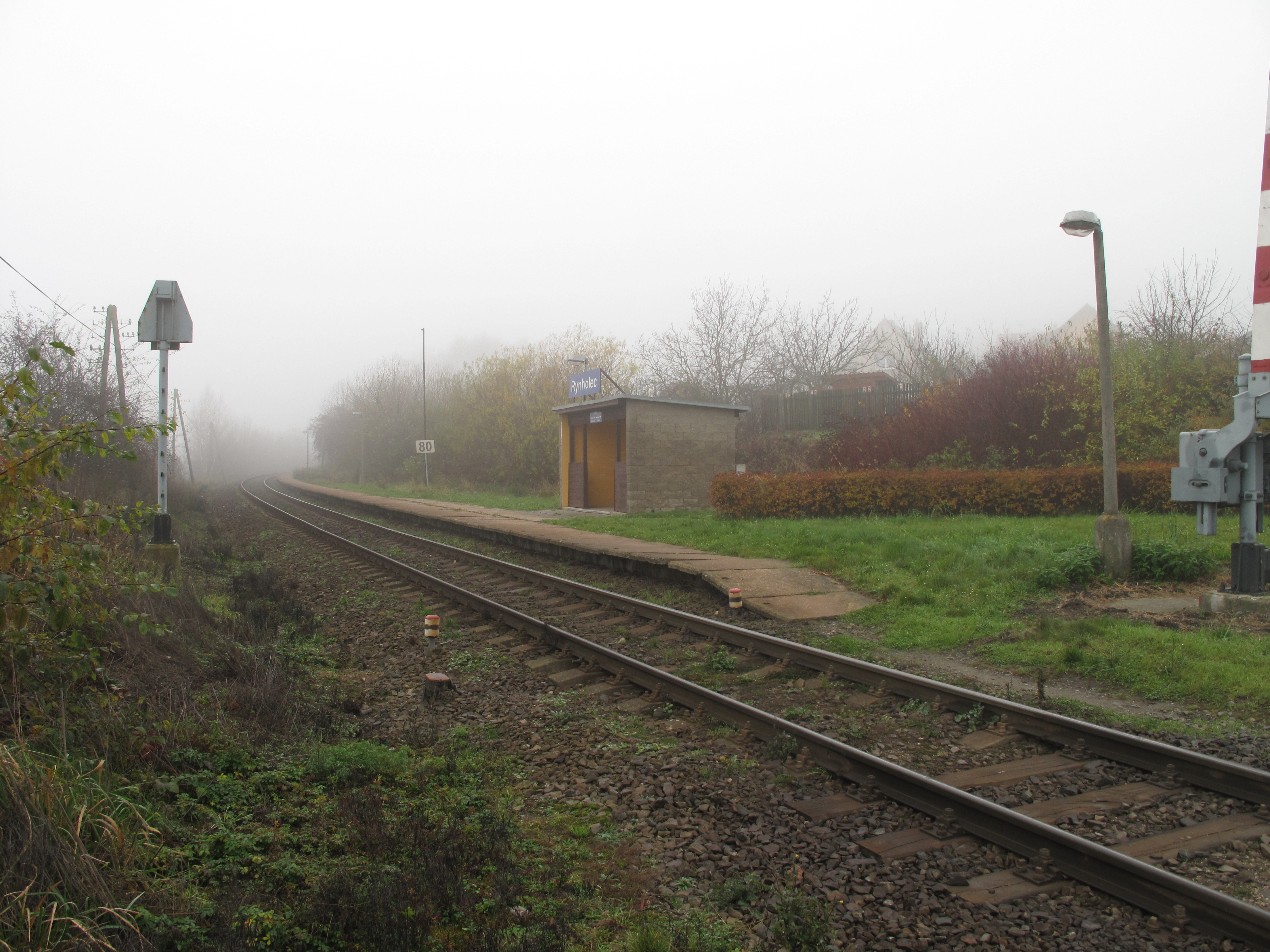
zastávka Rynholec
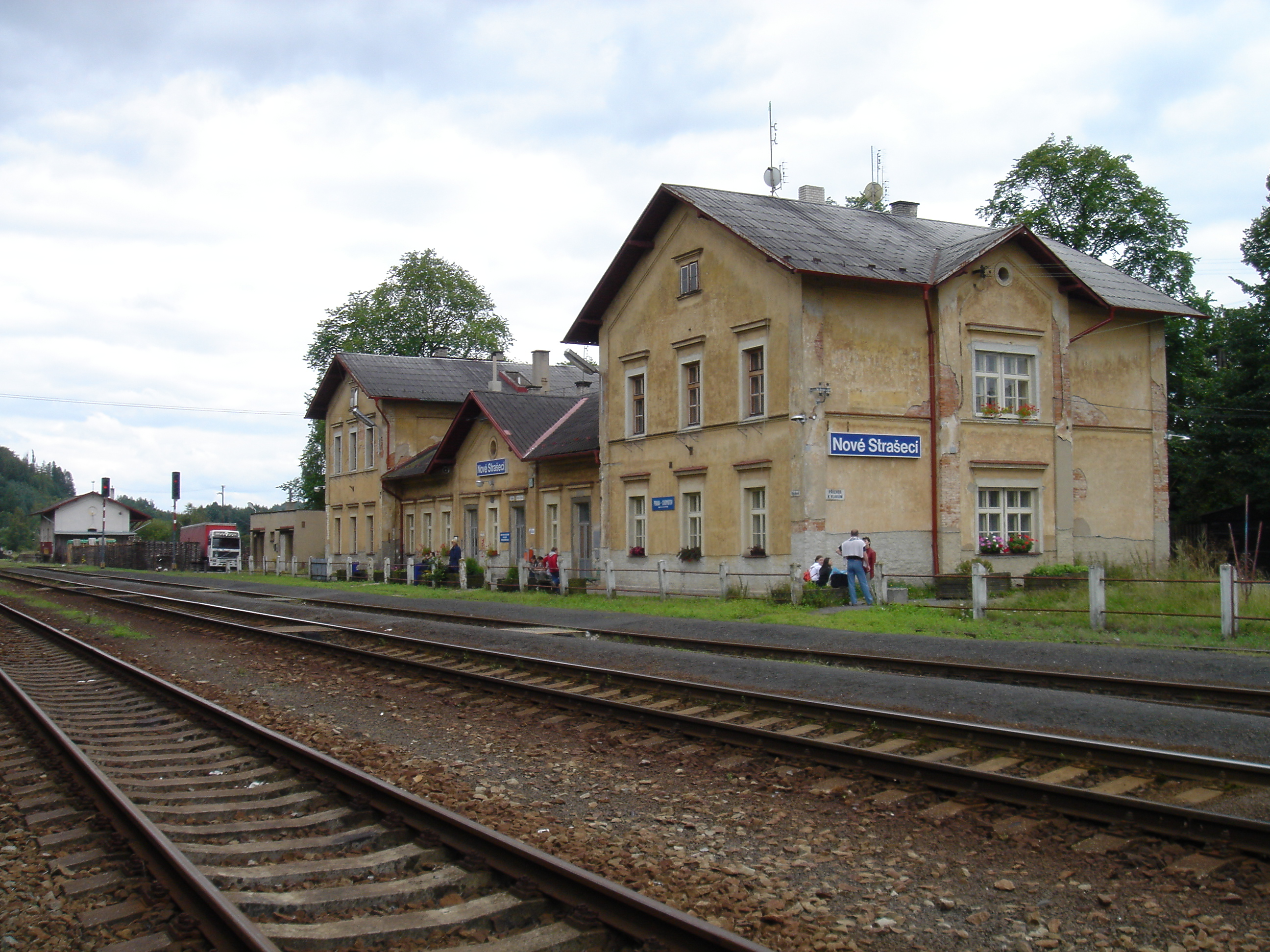
stanice Nové Strašecí
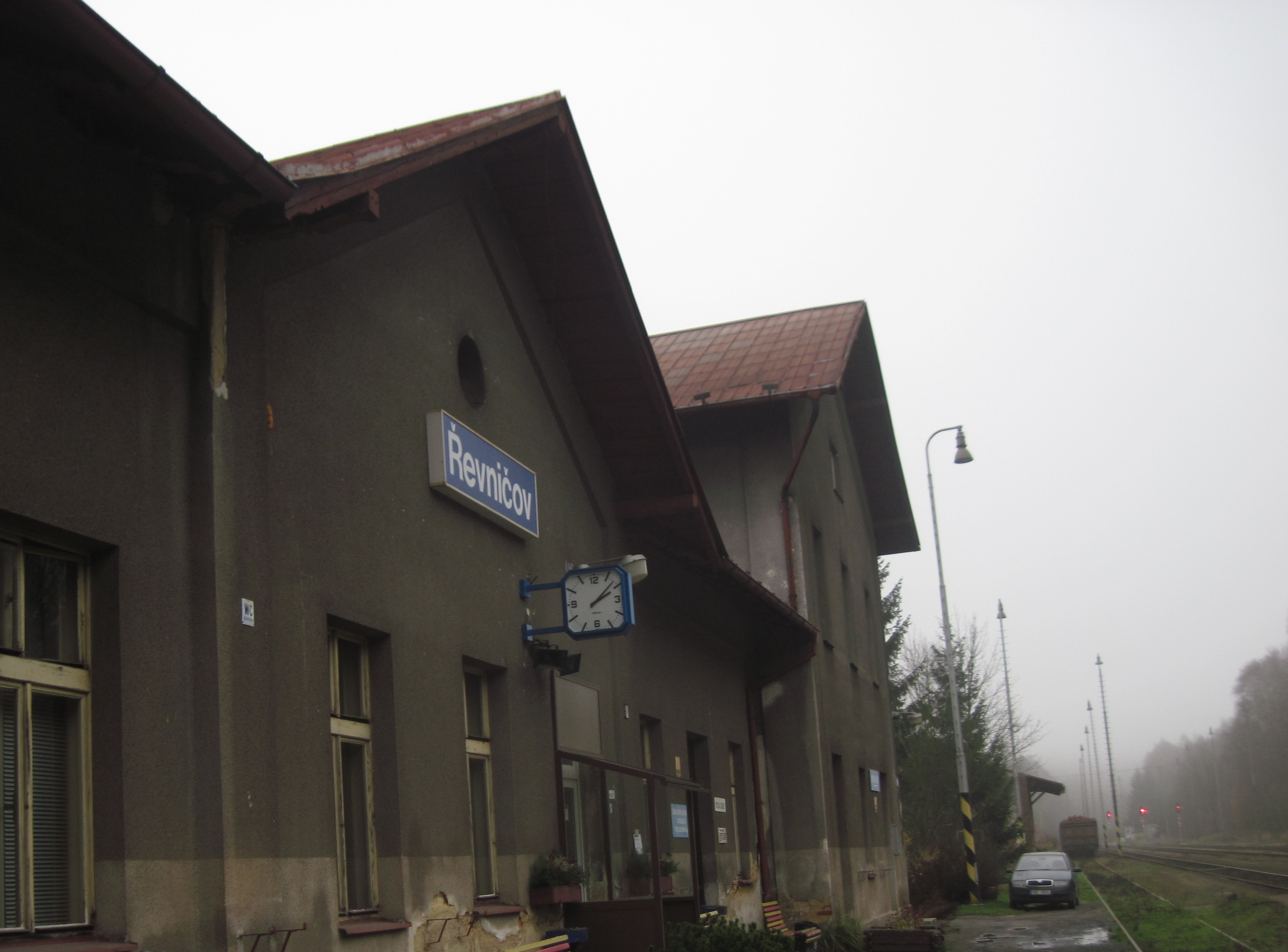
stanice Řevničov
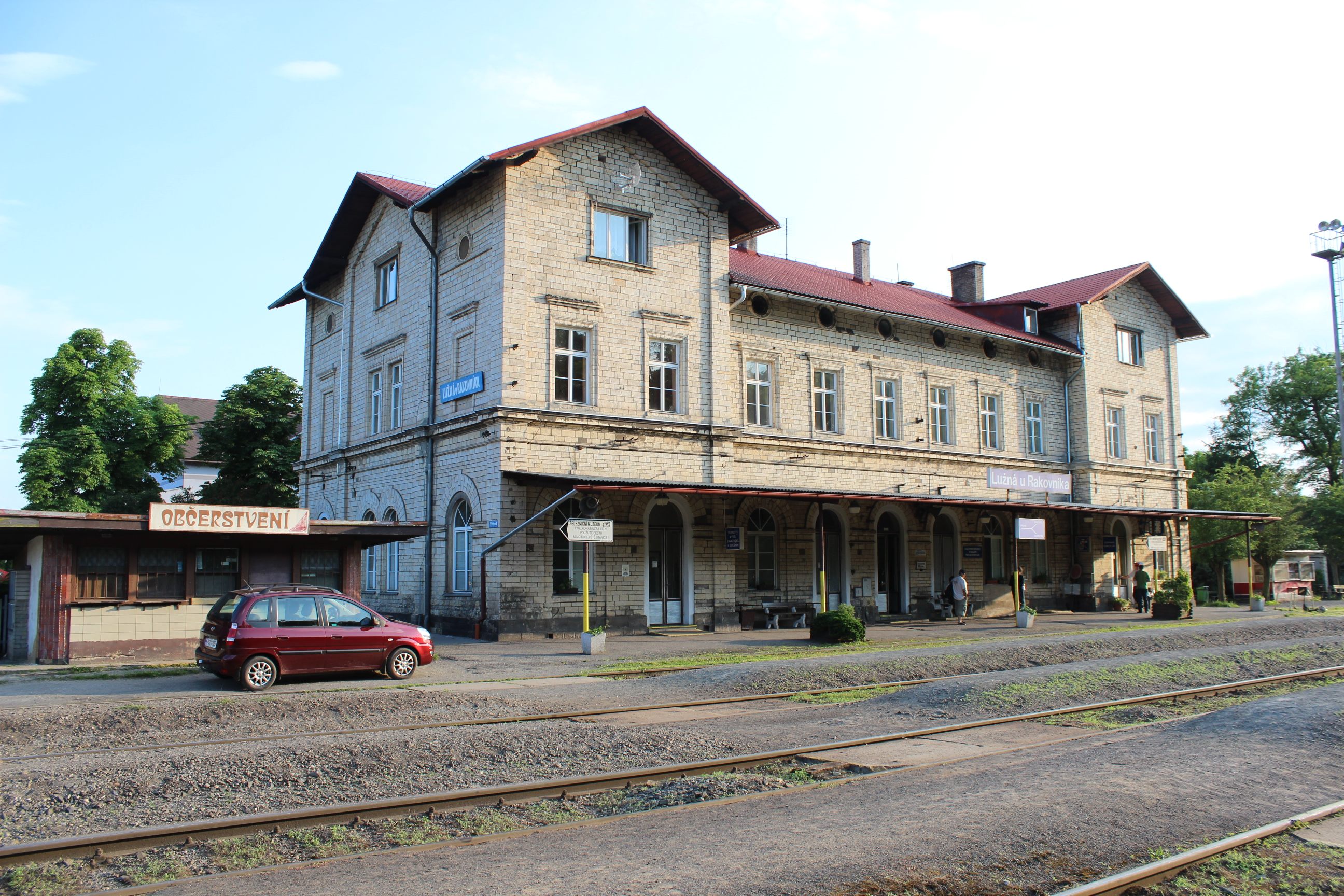
stanice Lužná u Rakovníka
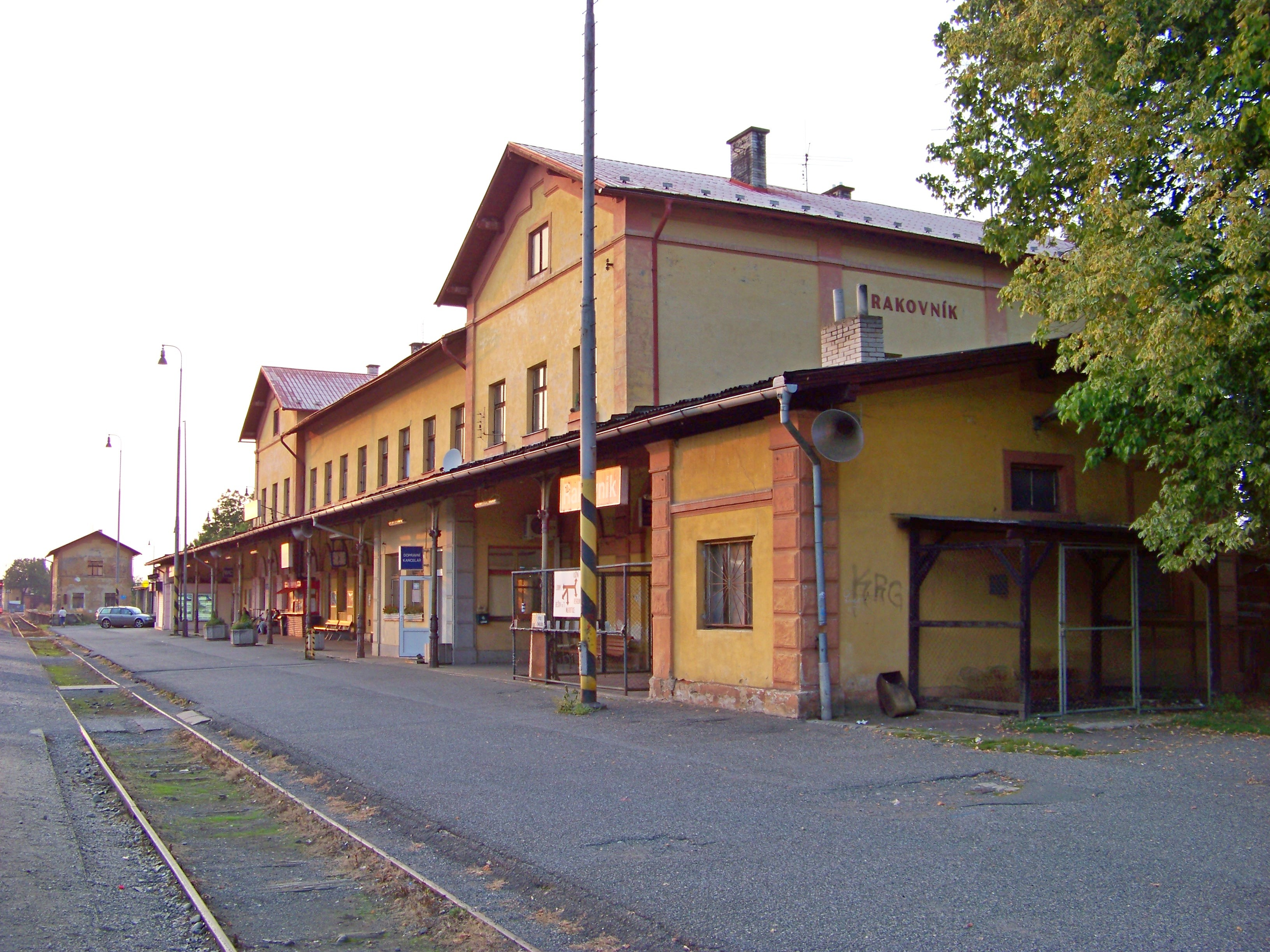
stanice Rakovník
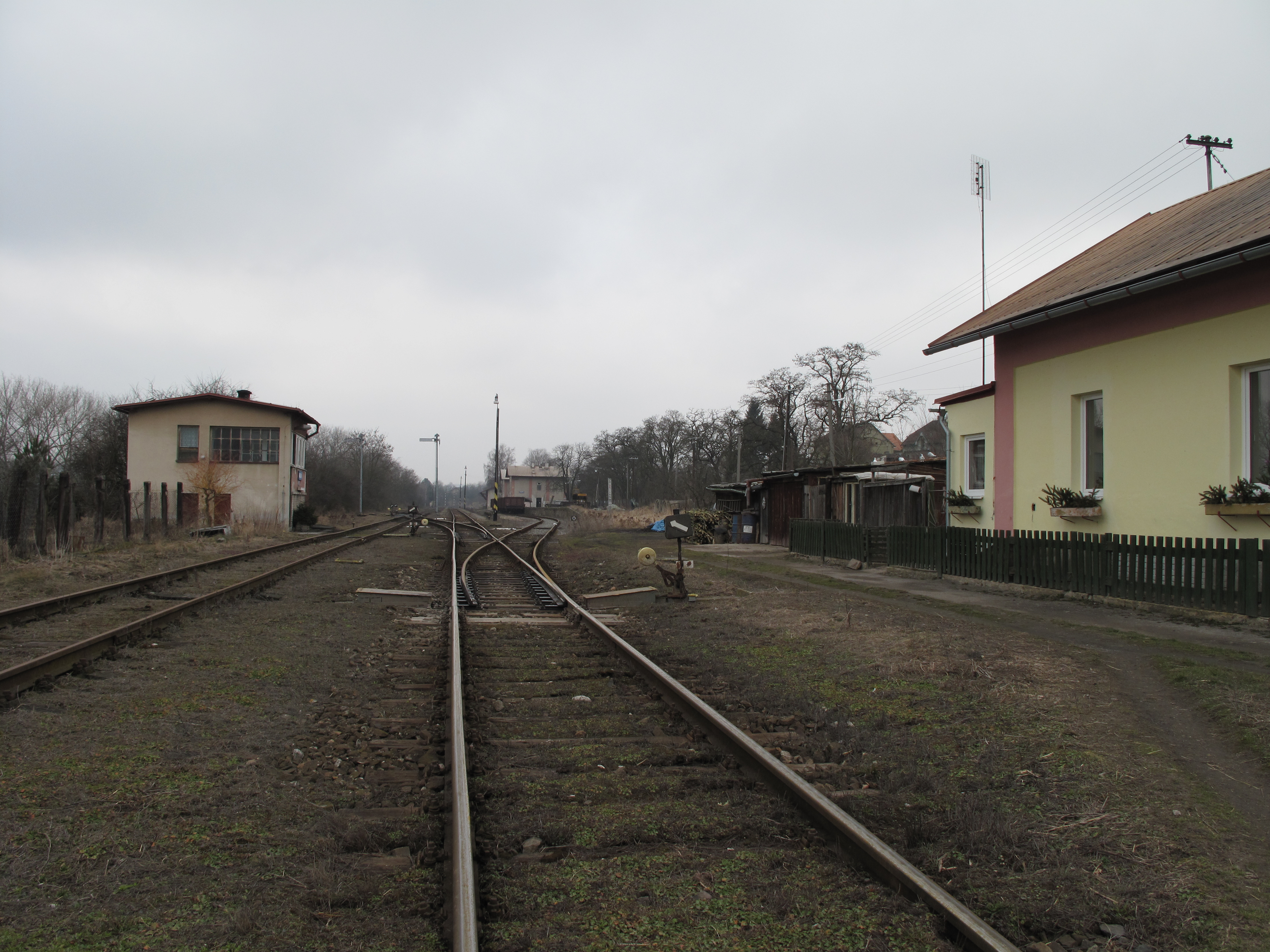
stanice Krupá
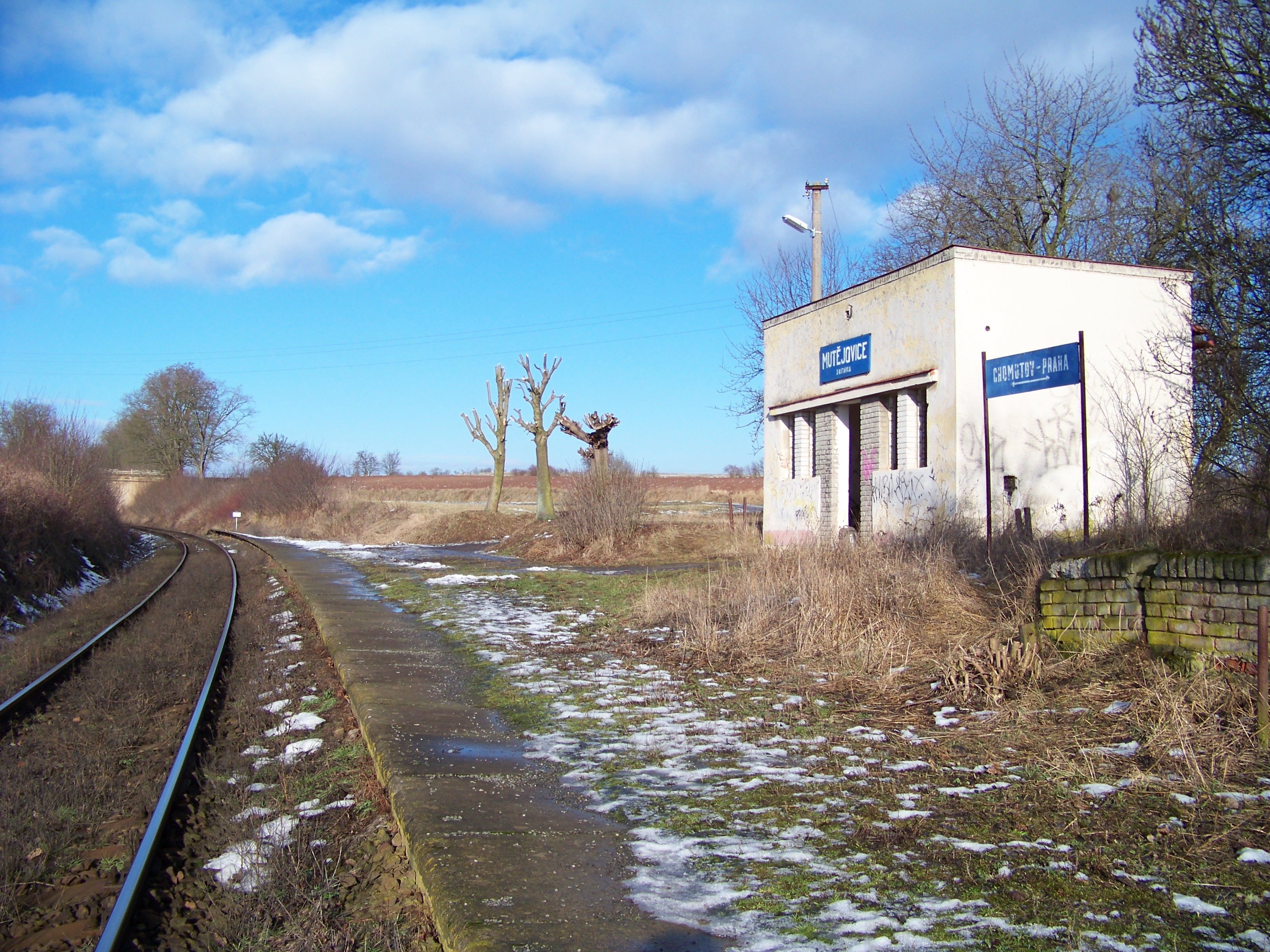
zastávka Mutějovice zastávka
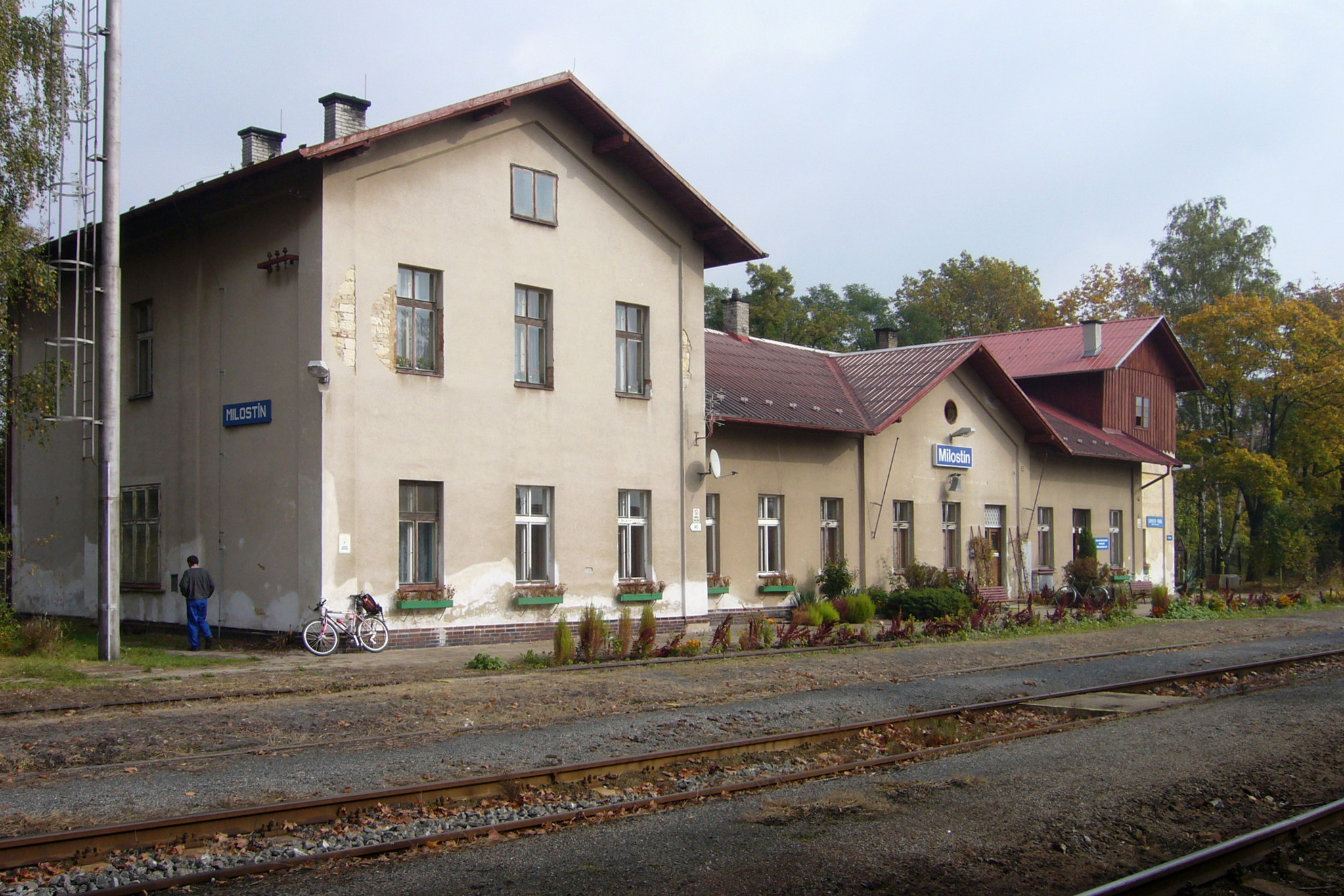
zastávka Milostín
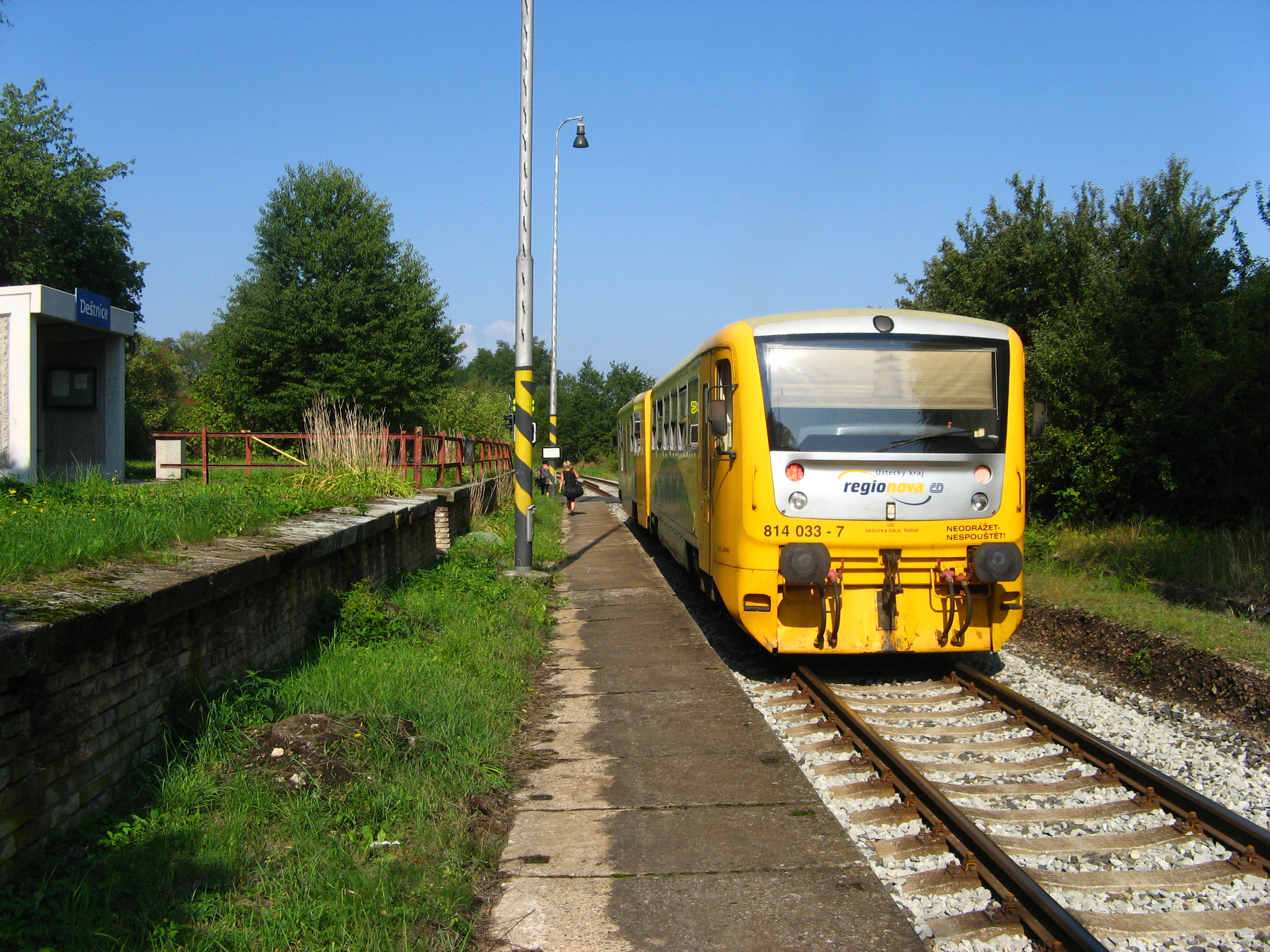
zastávka Deštnice
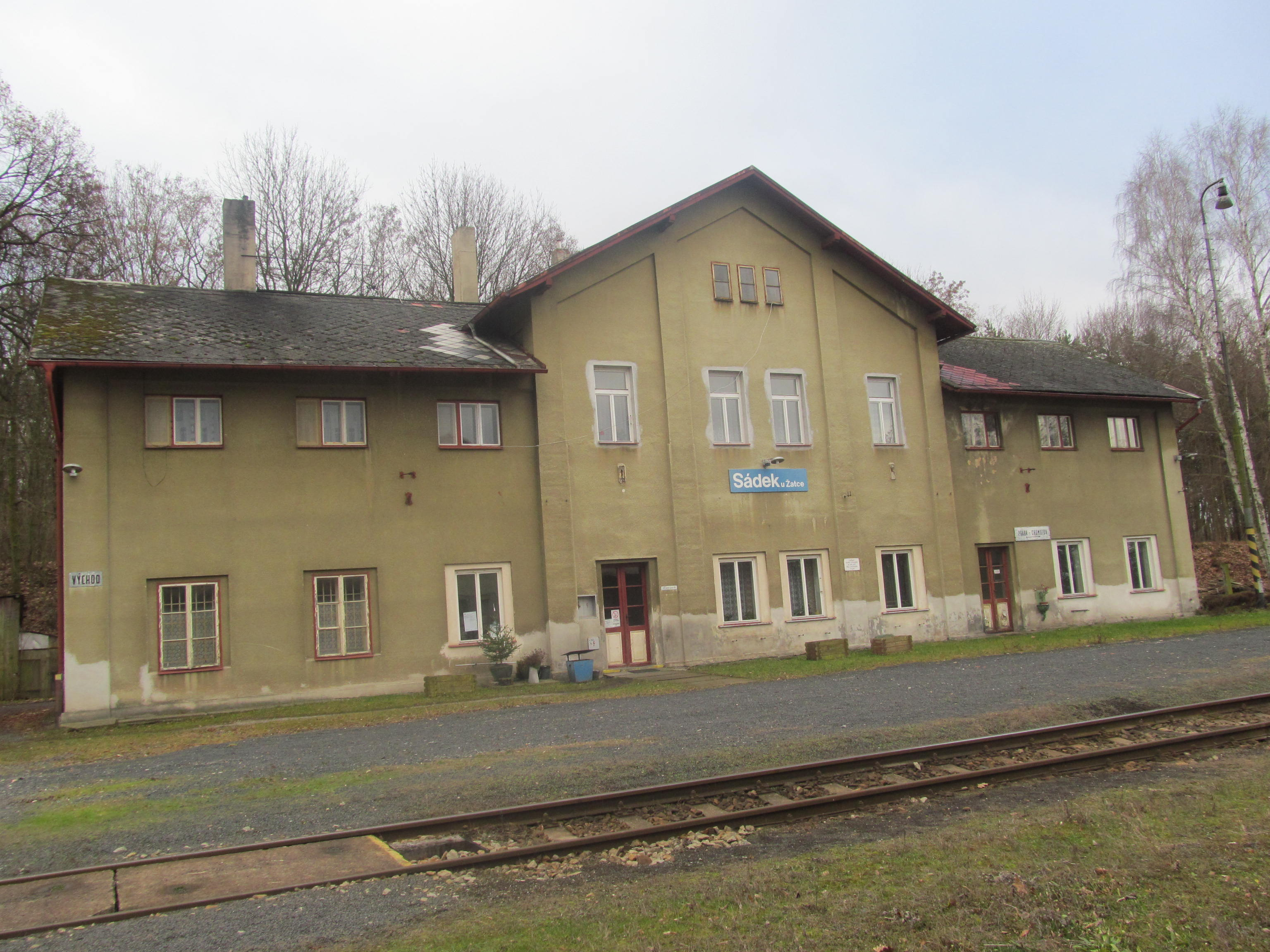
zastávka Sádek u Žatce
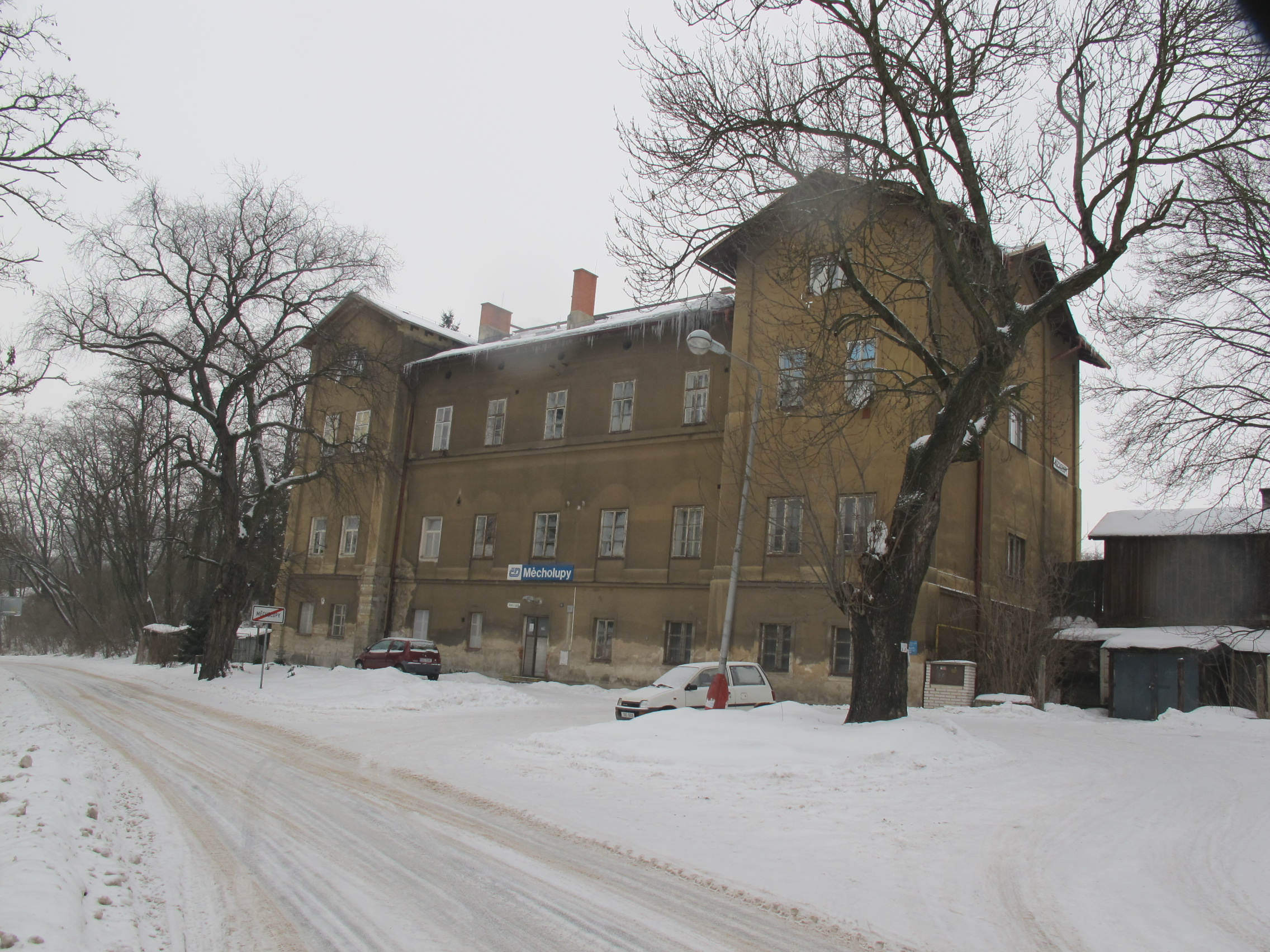
stanice Měcholupy
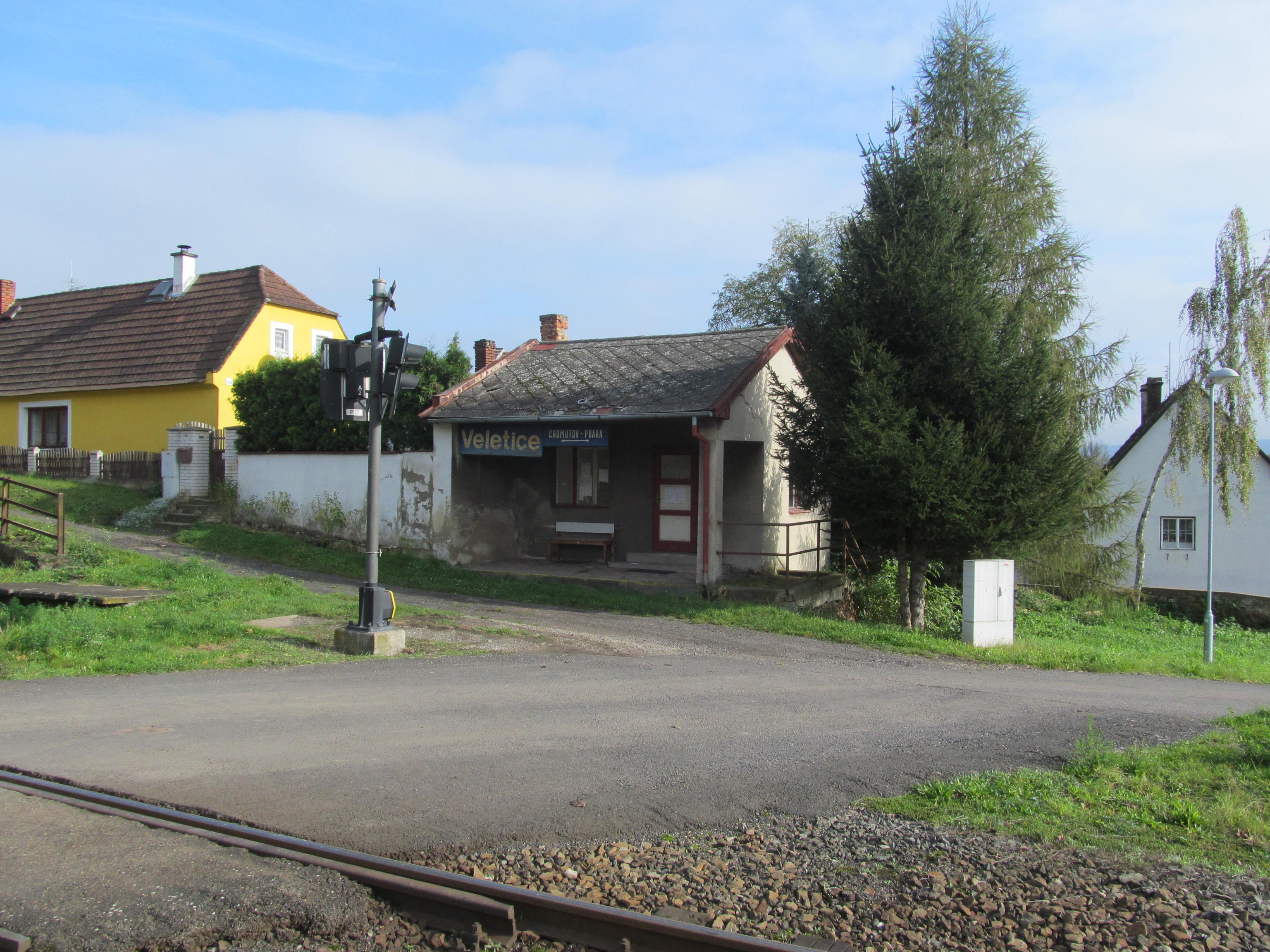
zastávka Veletice
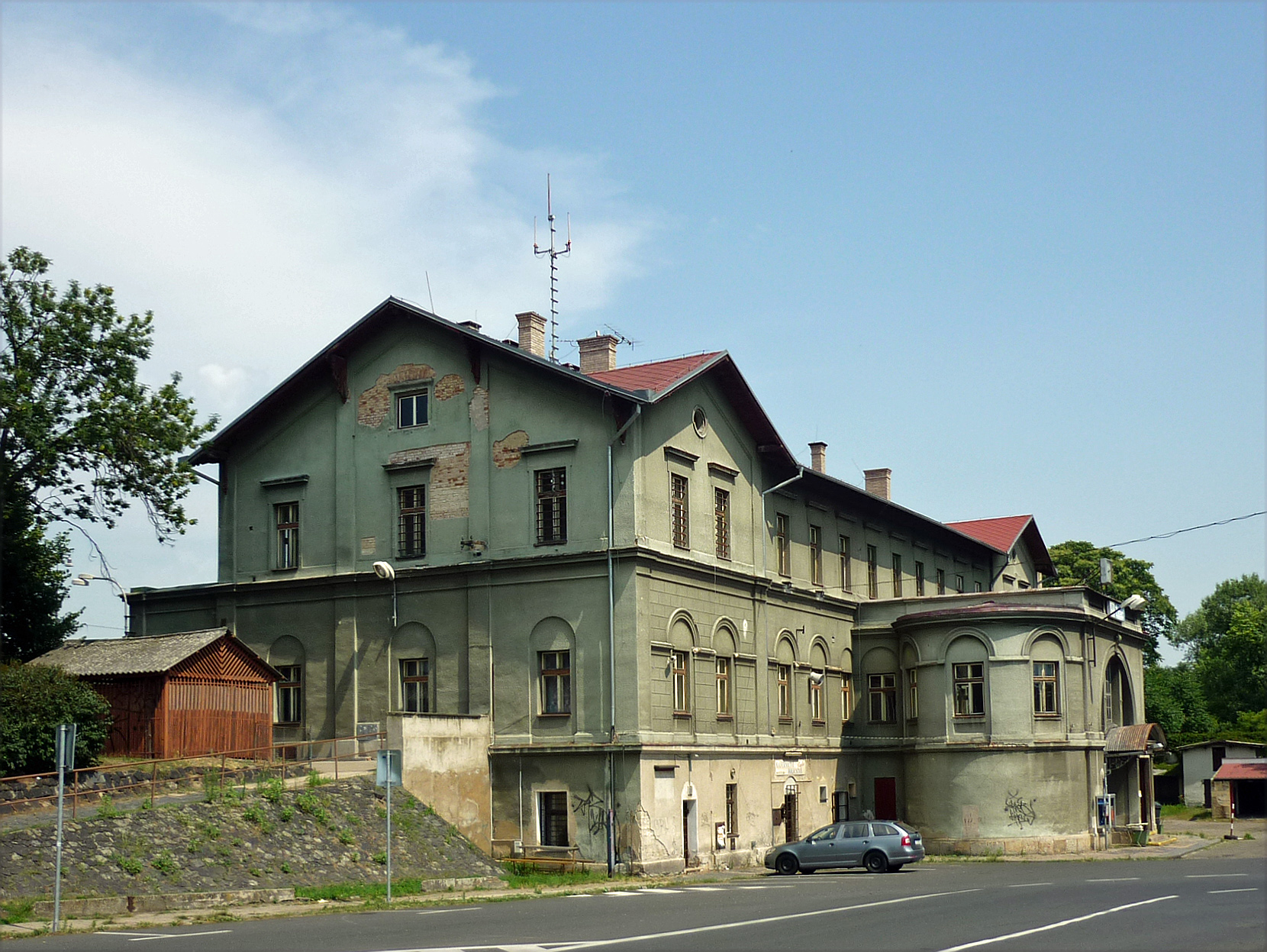
stanice Žatec
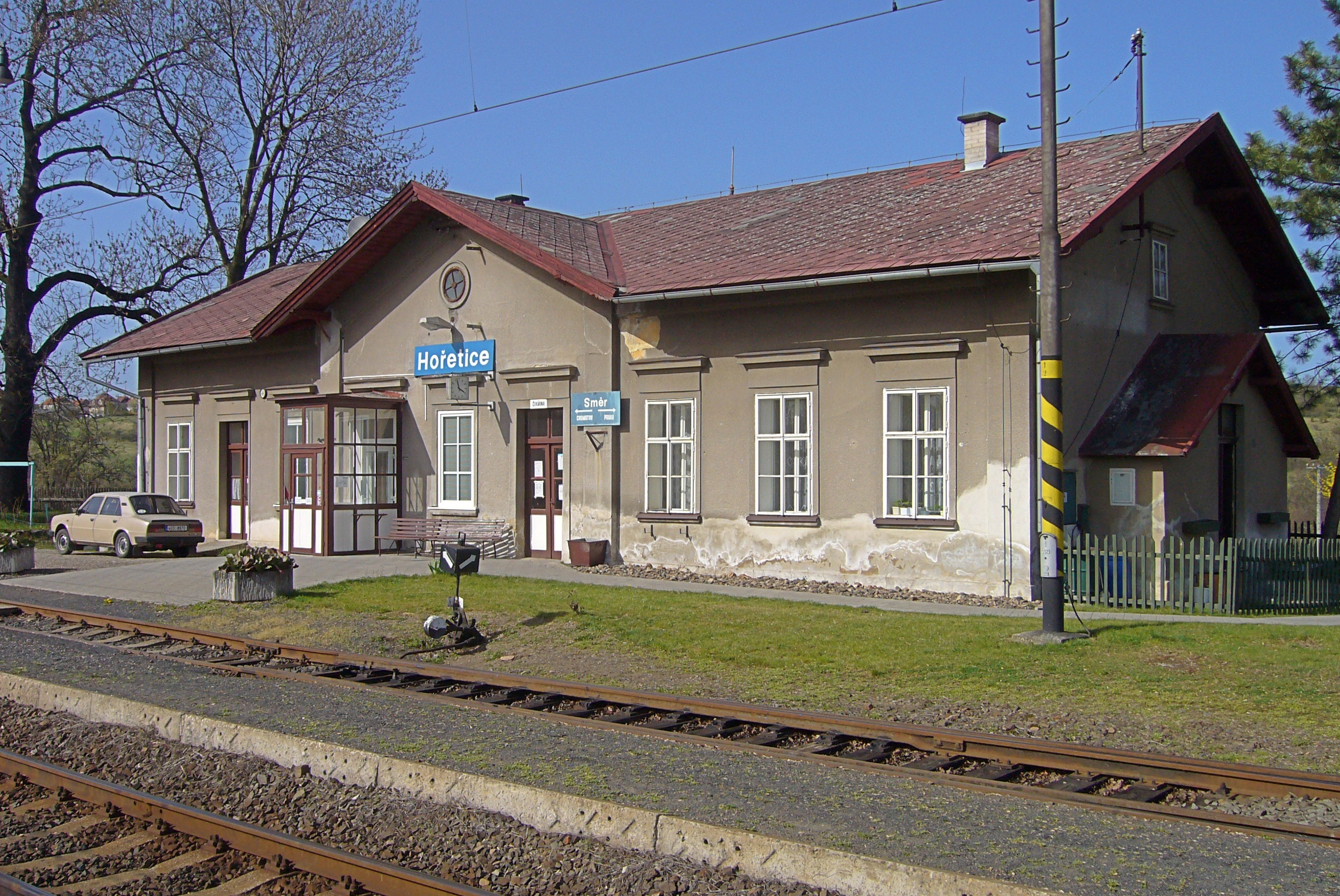
stanice Hořetice
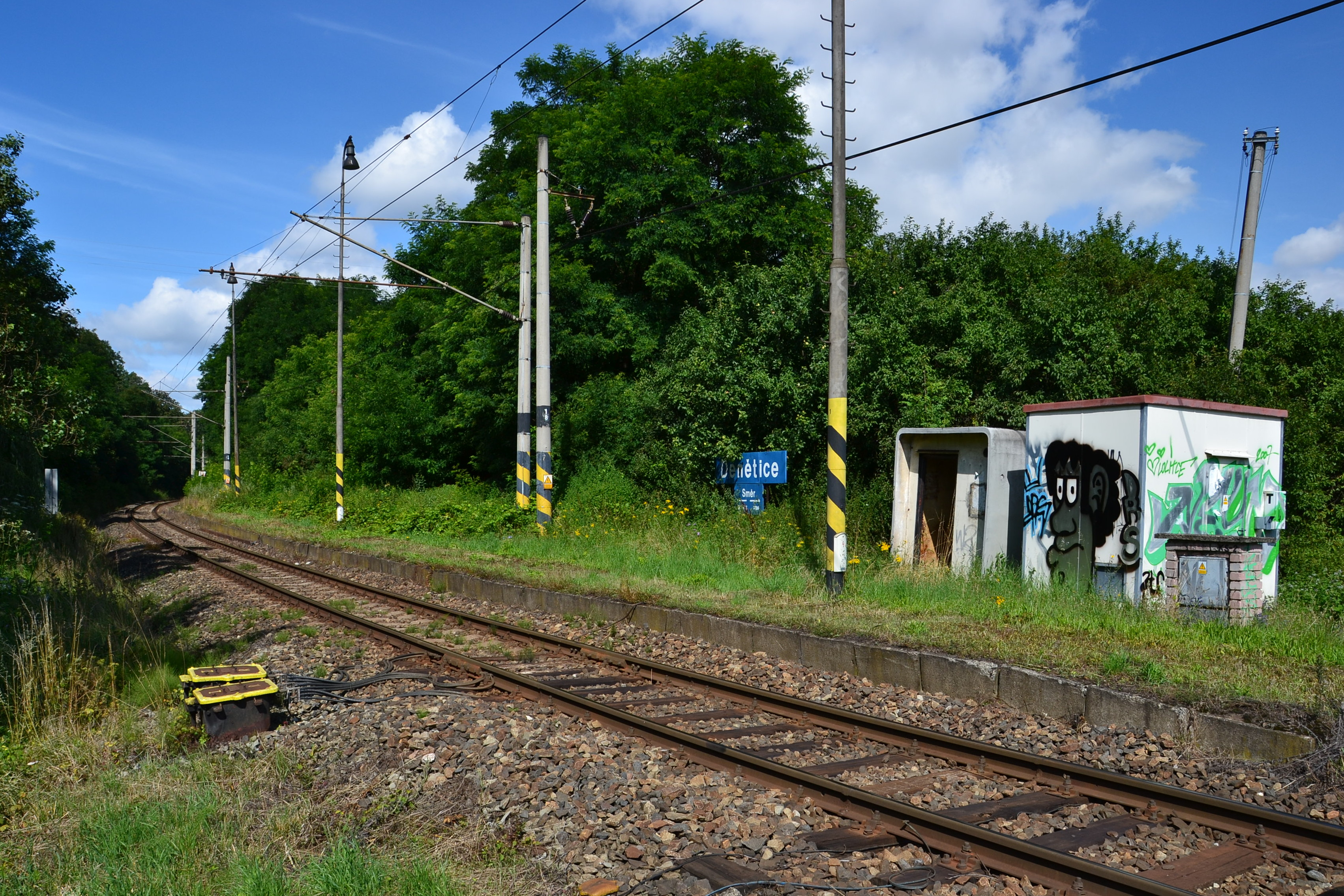
zastávka Denětice
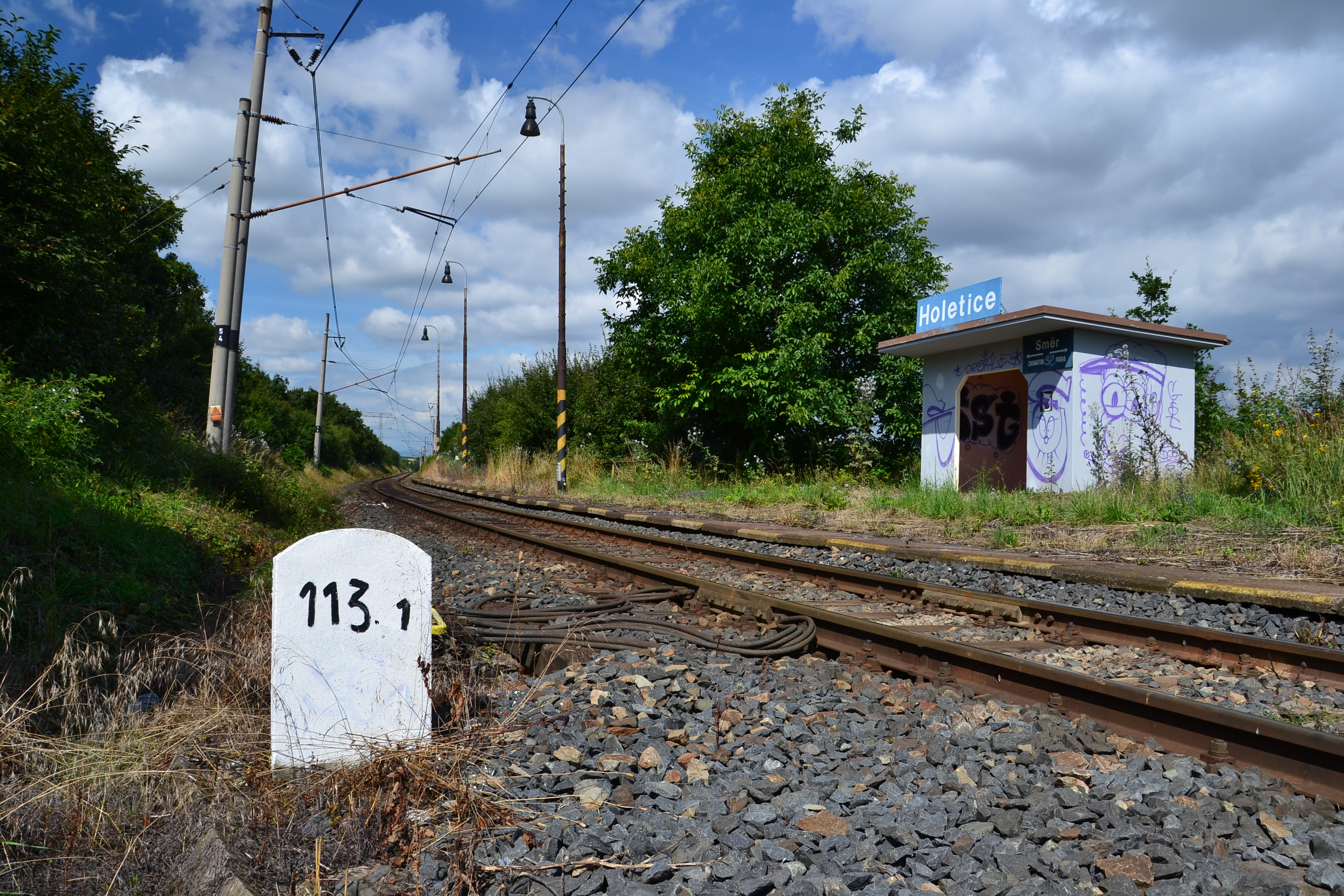
zastávka Holetice
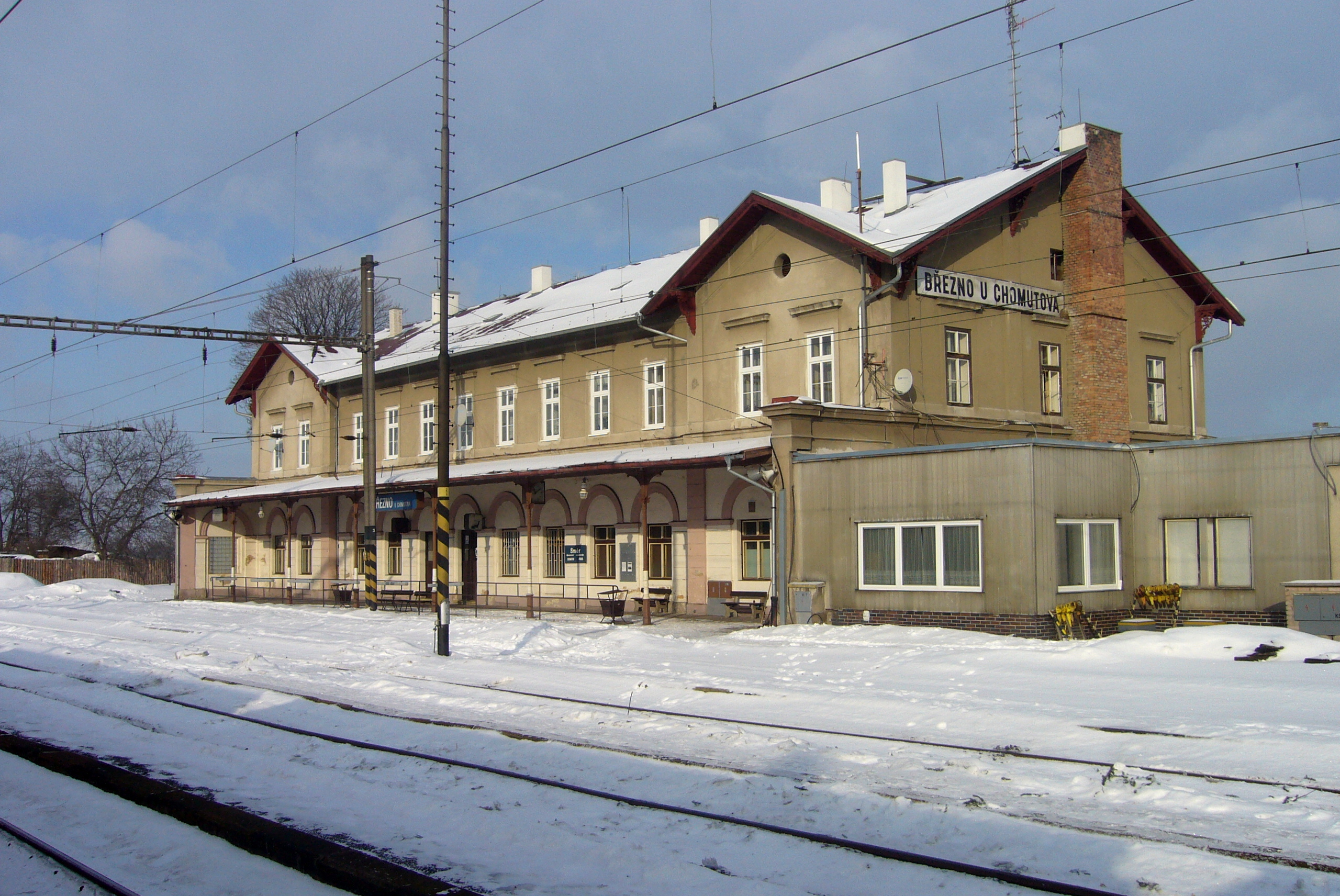
stanice Březno u Chomutova
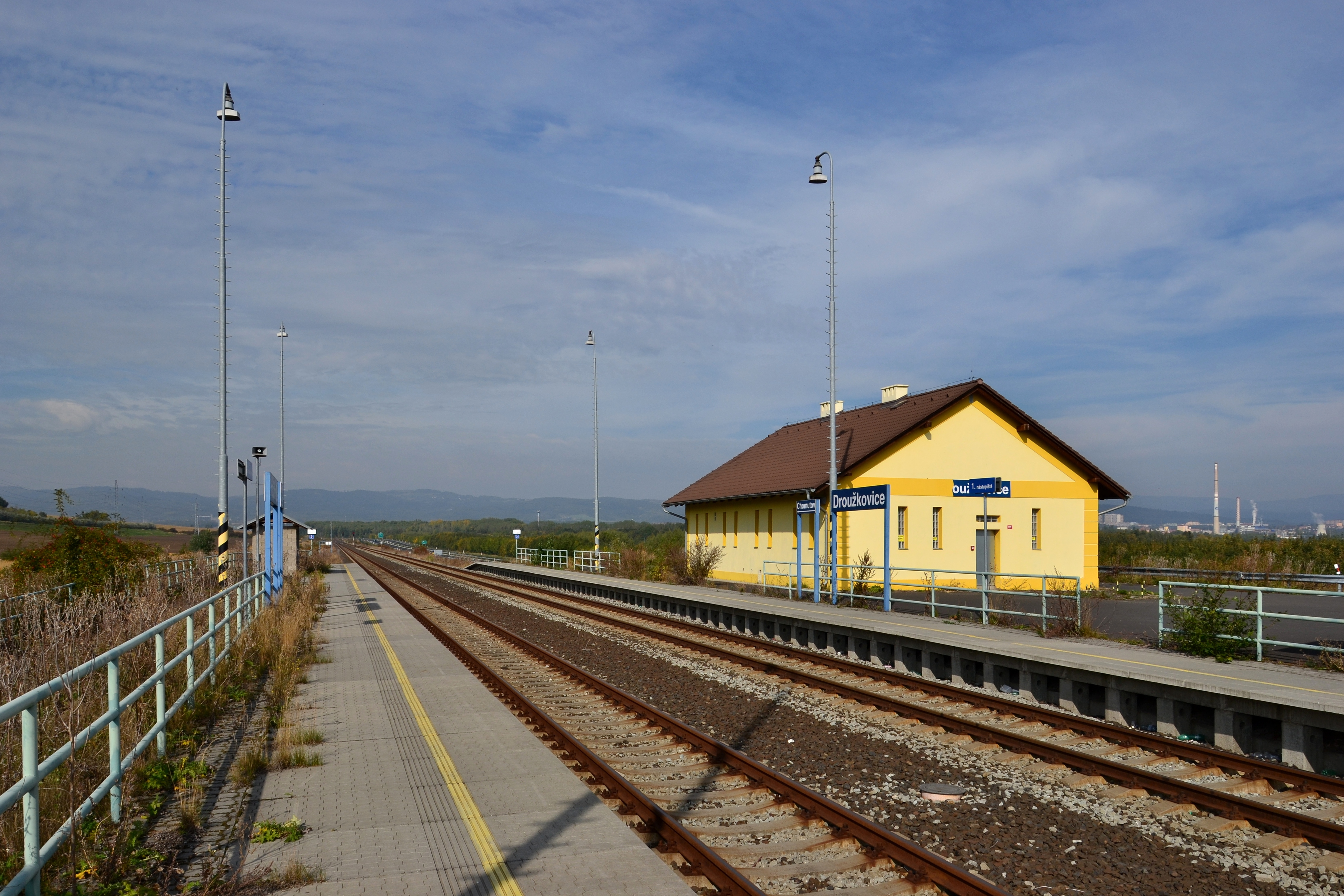
stanice Droužkovice
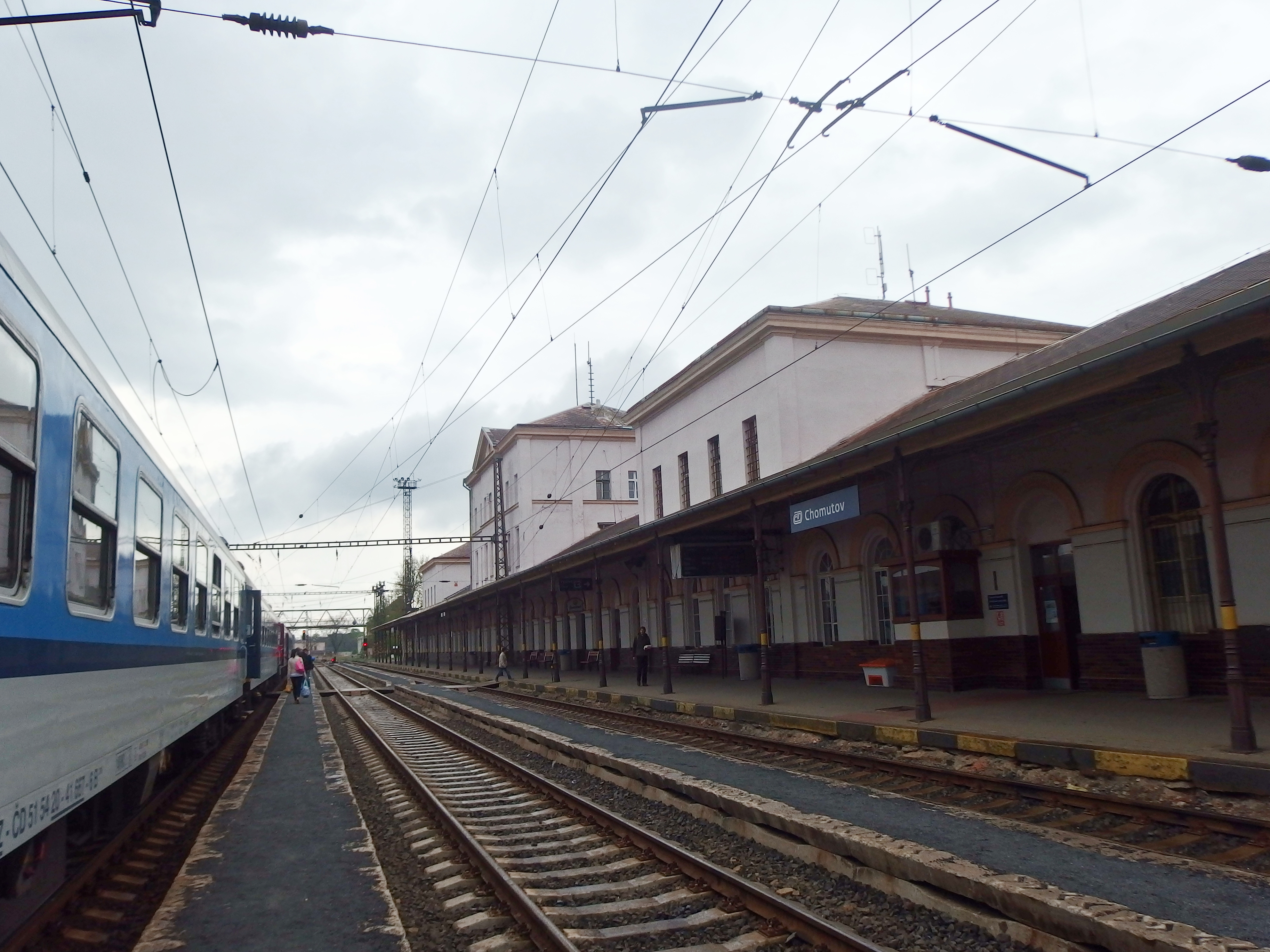
stanice Chomutov

### Zrušené dočasné zastávky
Soubor:Praha-Bubny Vltavská (03).jpg|provizorní zastávka Praha-Bubny Vltavská
Soubor:Praha - Gymnasijni 1.jpg|provizorní zastávka Praha-Gymnasijní